# Chevalement

Éléments constituant un chevalement.

Le chevalement (ou chevalet) est un assemblage de madriers et de poutres.
Il s'agit soit d'un élément qui supporte un mur ou une partie de construction, utilisé en réhabilitation de bâtiments, pour reprendre provisoirement les charges de la structure existante dans un autre plan et permettre par la suite une reprise en sous-œuvre de la structure existante, soit d'un édifice de bois, métallique ou de maçonnerie (béton, pierre ou brique) construit sur l'ouverture du puits de mine, permettant de descendre au fond les mineurs, le matériel et les fournitures, de les remonter, et de ramener à la surface le minerai et les stériles.
Il existe différents types de chevalements qui varient selon leur forme, leur taille et les matériaux utilisés pour les construire.

## Le chevalement de mine

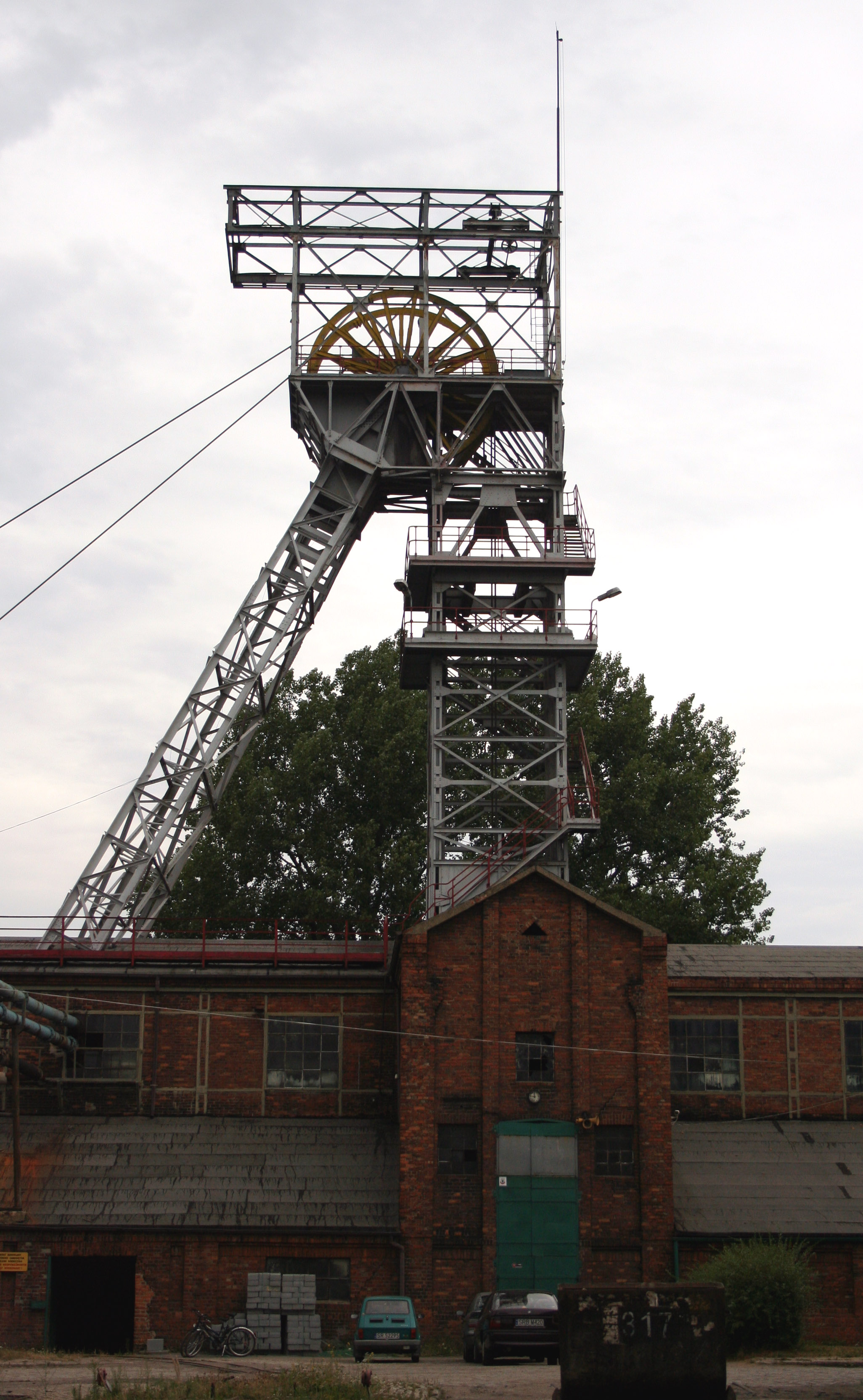
Chevalement de mine en Pologne construit entre 1930 et 1950.

Dans l'industrie minière, le chevalement est la structure qui sert à descendre et remonter les mineurs, ainsi que le minerai, via une cage d'ascenseur. Bien que souvent confondu, le chevalement est composé d'au minimum deux éléments qui sont la structure portante et le faux carré. La structure portante supporte principalement les molettes (grandes poulies) et assure stabilité de l'ensemble. Elle est souvent surmontée d'un pont roulant et d'une toiture. Le faux carré (ou avant-carré) est une charpente métallique (formée généralement de quatre montants verticaux en bois, en fer ou en maçonnerie, souvent solidarisés entre eux par des étrésillons ou des remplissages de maçonnerie) qui comporte le guidonnage en dehors du puits, les dispositifs de sécurité (évite molettes, taquets de sécurité), les escaliers de service.
Qu'il soit en bois, en métal ou en béton, le chevalement remplit toujours la même fonction : il supporte les molettes par-dessus lesquelles passent les câbles d'extraction qui, mus par la machinerie, plongent au droit du puits pour retenir la cage. Élément essentiel d'une exploitation minière souterraine, le chevalement en est le bâtiment de loin le plus visible et le plus haut avec les terrils et, de fait, le plus symbolique. C'est pourquoi sa fonction va au-delà du lien entre « le jour » et « le fond » : par la diversité de son architecture (aucun chevalement n'étant identique à un autre), il souligne la particularité du paysage minier, mais permet également d'identifier la compagnie minière qui l'a élevé. Dans le nord de la France, les chevalements du bassin houiller étaient parfois désignés par le terme « beffroi », en raison de leur forme rappelant les tours municipales des villes flamandes. En Belgique, on trouve également la dénomination « belle fleur » (sans doute inspiré de « beffroi » ou de ses déclinaisons germaniques) ou « châssis à molette », tandis qu'en France le terme « chevalet » est également employé. Dans le bassin de la Loire, on utilise systématiquement le terme chevalement.
Au-delà de cette diversité, la forme des chevalements revêt néanmoins des formes répétitives, essentiellement en fonction de l'emplacement de la machine d'extraction : lorsque celle-ci est située au sol (dans un bâtiment dédié ou dans le même hall que le chevalement), la tour du chevalet s'élèvera jusqu'au niveau des molettes et s'appuiera sur de forts jambages obliques afin de contrer la composante horizontale des forces de traction que le câble exerçait dessus. Ces forces avaient tendance à renverser le chevalement, mais aussi le faire tourner autour de son axe central. En effet, au moment où la cage partait chargée de l'étage le plus bas, les deux forces étaient fort dissemblables, il s'ensuivait un moment de torsion sur le chevalement. Lorsque le constructeur choisit de placer la machine au haut du chevalet, ce dernier prendra généralement la forme d'une tour en béton ou en acier (avoisinant les 60 mètres).
Les chevalements sont étroitement associés en France à l'extraction du charbon. Malgré la fermeture de la presque totalité des bassins miniers en France (à l'exception notamment des gisements d'ardoise et de sel), de nombreux chevalements ont été conservés et même classés monuments historiques, comme symboles historiques de la Révolution industrielle et du développement économique de régions entières (charbon dans le Nord-Pas-de-Calais, la Moselle, mais aussi potasse dans le nord de la région mulhousienne et ardoise en Maine-et-Loire).
Le puits Sainte-Marthe, situé à Stiring-Wendel en Moselle, daté de 1849-1852, est l'un des plus anciens chevalements houillers maçonnés subsistant en France. Il est inscrit à l'inventaire des monuments historiques depuis le 22 octobre 1992.

## Différents types
Voici les différents types de chevalements.

### Porte-à-faux

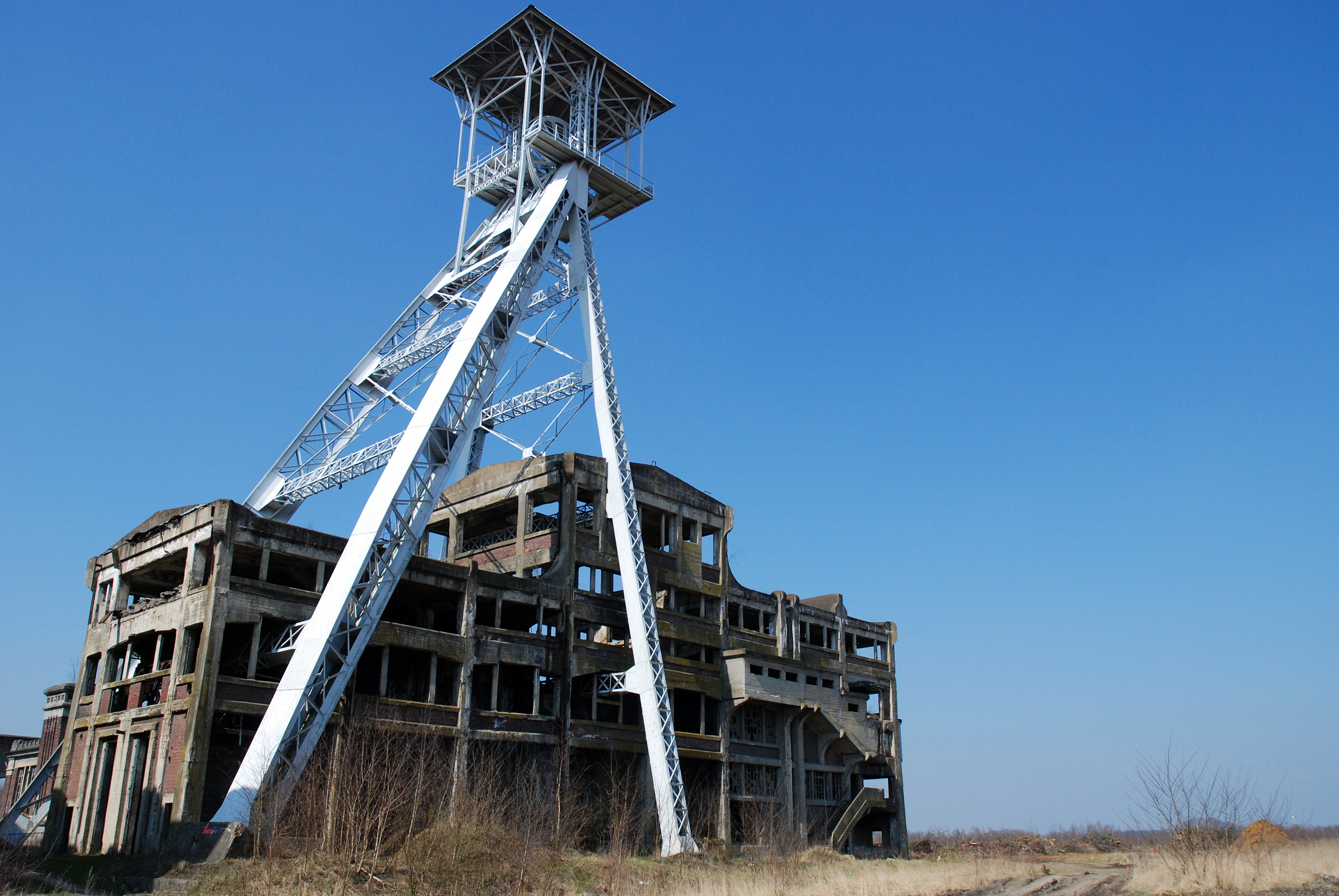
Charbonnage de Waterschei (Belgique).

Le type porte-à-faux est le plus basique, il est composé de deux montants verticaux situés au-dessus de l’orifice du puits et de deux poussards dirigés vers la machine d'extraction.
On peut installer entre une et quatre molettes sur ces chevalements, soit côte à côte ou superposées. Le faux-carré que l'on ajoute (pour les systèmes de sécurité) peut être indépendant ou attaché au plancher des molettes, mais il ne subit pas les contraintes de la structure. Également nommé « grue », ce genre de chevalement était principalement utilisé dans les exploitations peu profondes du XIXe siècle pour leur simplicité et pour les faibles contraintes qu'ils avaient à supporter.
Au siècle suivant, cette architecture sera reprise pour construire des chevalements métalliques équipant des puits de grande profondeur comportant de puissantes machines d'extraction. Enfin, ce système sera à nouveau utilisé pour les chevalements en béton pendant l'entre-deux guerres.
Ce type de chevalement est construit en bois, en fer ou en béton.

### Avant-carré porteur

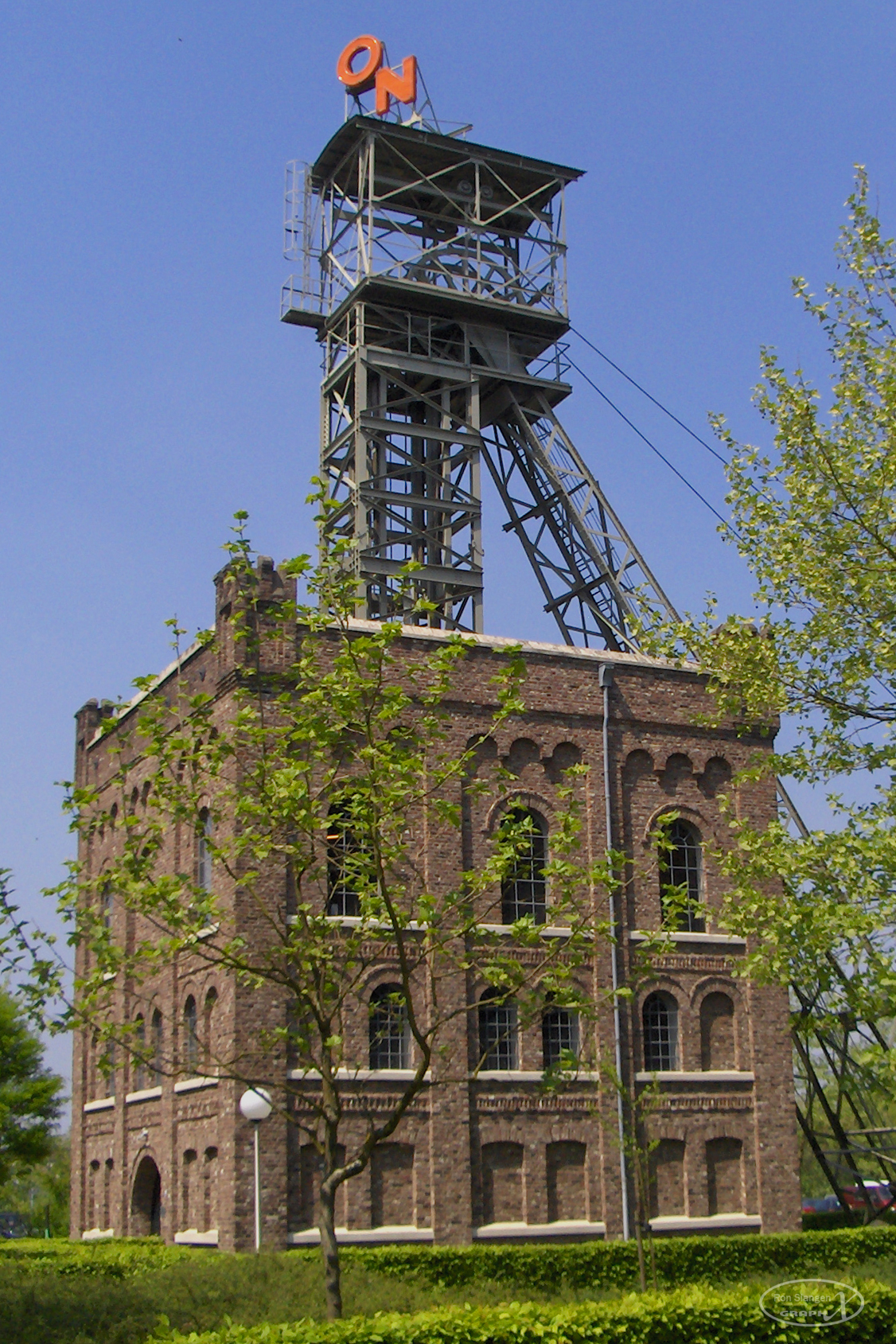
Musée de la mine à Heerlen (Pays-Bas).

Le type avant-carré porteur fut le système le plus répandu dans les houillères françaises car réputé simple et efficace. Il est composé de quatre montants verticaux formant l'avant-carré qui supporte les molettes (qui peuvent être au nombre de deux ou quatre) et les différents systèmes de sécurité. Deux poussards dirigés vers la machine d'extraction compensent les forces verticales liées à la charge de la cage et au poids du câble, et surtout les forces horizontales exercées par cette machine d'extraction.
Cette architecture est apparue vers 1870 sur les premiers chevalements métalliques et quelques chevalements en bois ; il est repris sur des chevalements en béton après la Première Guerre mondiale. Cette architecture reste largement utilisée à la fin du XXe siècle.
Ce type de chevalement est construit en bois, en fer ou en béton.

### Quatre montants inclinés

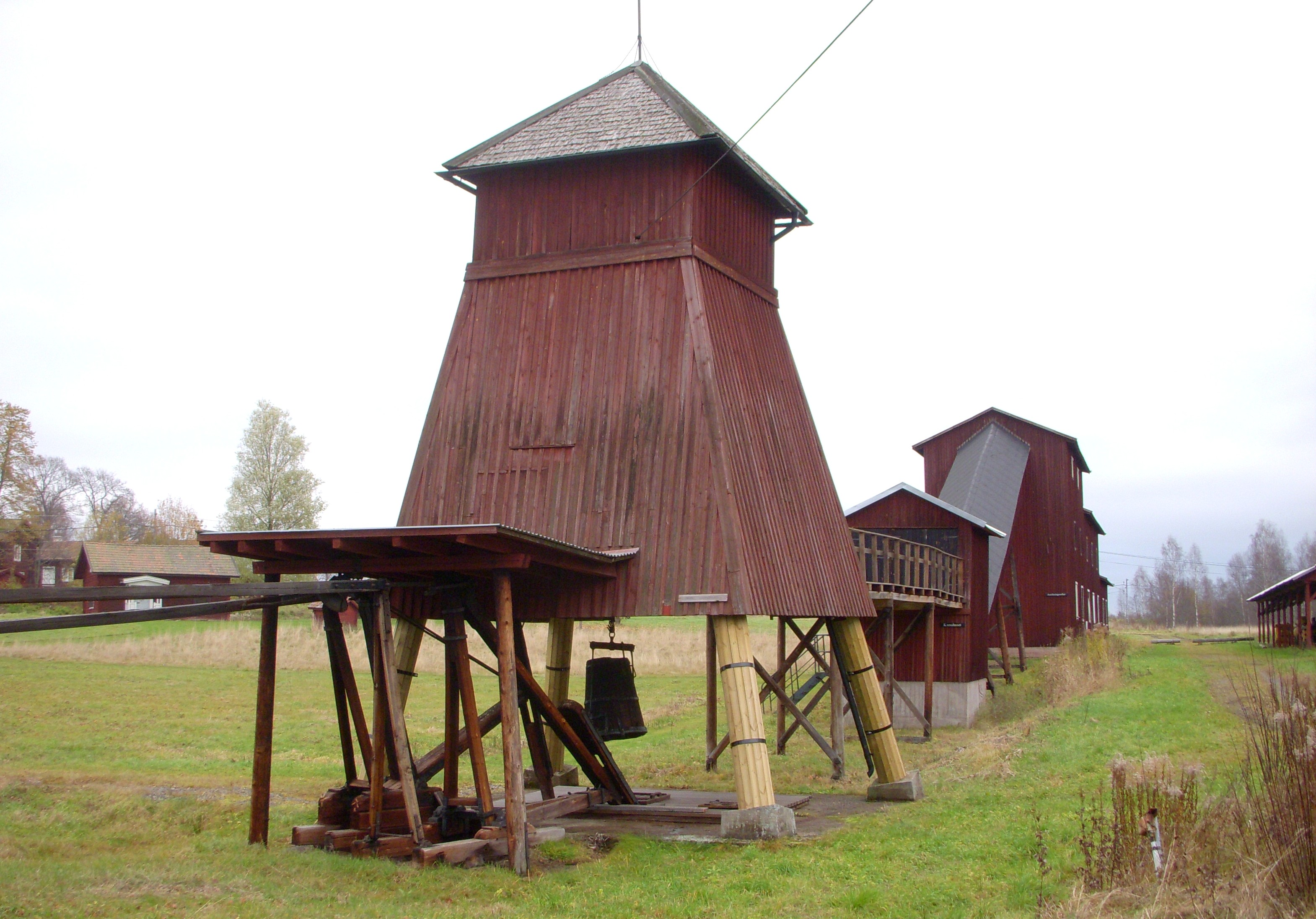
Musée de la mine de Ludvika (Suède).

Le type quatre montants inclinés était très répandu pendant la seconde moitié du XIXe siècle pour la construction des chevalements en bois (parfois en métal). Ces chevalements se composent de quatre montants inclinés à environ 60° pour former une pyramide tronquée. Au sommet se trouvent les molettes souvent recouvertes par un toit de tuile d'ardoise ou de tôle. Sur ces chevalements, l’installation d'un faux-carré est nécessaire.
Cette forme particulière à beaucoup été utilisée par les houillères de Blanzy et par la compagnie des mines d'Anzin. Les cours d'exploitations des mines utilisaient d'ailleurs les appellations « type Anzin » ou « type Blanzy ». À cette époque, l'esthétisme industriel était l'une des priorités des ingénieurs et chaque compagnie minière distinguait ses chevalements des autres en utilisant différents procédés architecturaux (motif des bois de couverture, taille et dimension des fenêtres/persiennes, paratonnerre avec emblème de la compagnie, éléments décoratifs, etc).
Ce type de chevalement est construit en bois ou en fer.

### Quatre montants inclinés et deux poussards

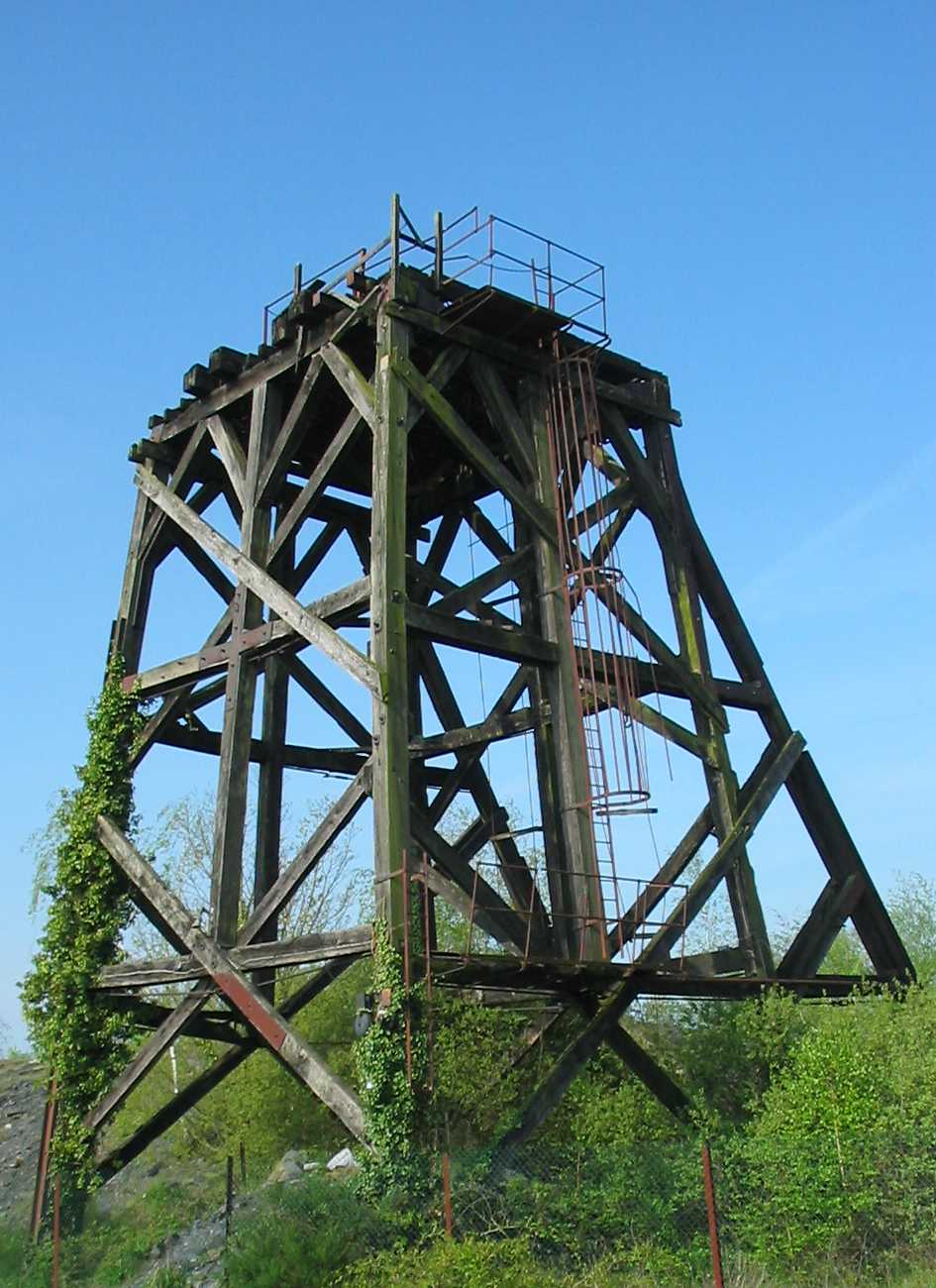
Puits no 3 de La Pouëze (France).

Le type quatre montants inclinés et deux poussards (appelés aussi bigues ou jambes de force) est un mélange entre le type avant-carré porteur et le type quatre montants inclinés, il fut des plus utilisés au XIXe siècle pour les chevalements en bois. Le bâtiment de recette (généralement située à la base du chevalement, il correspond au niveau d'arrêt normal des cages) était fréquemment abrité par une couverture identique à celle des molettes dans un souci d'architecture industrielle élégante.
Ce type de chevalement est construit en bois ou en fer.

### Quatre montants à inclinaison dissymétrique

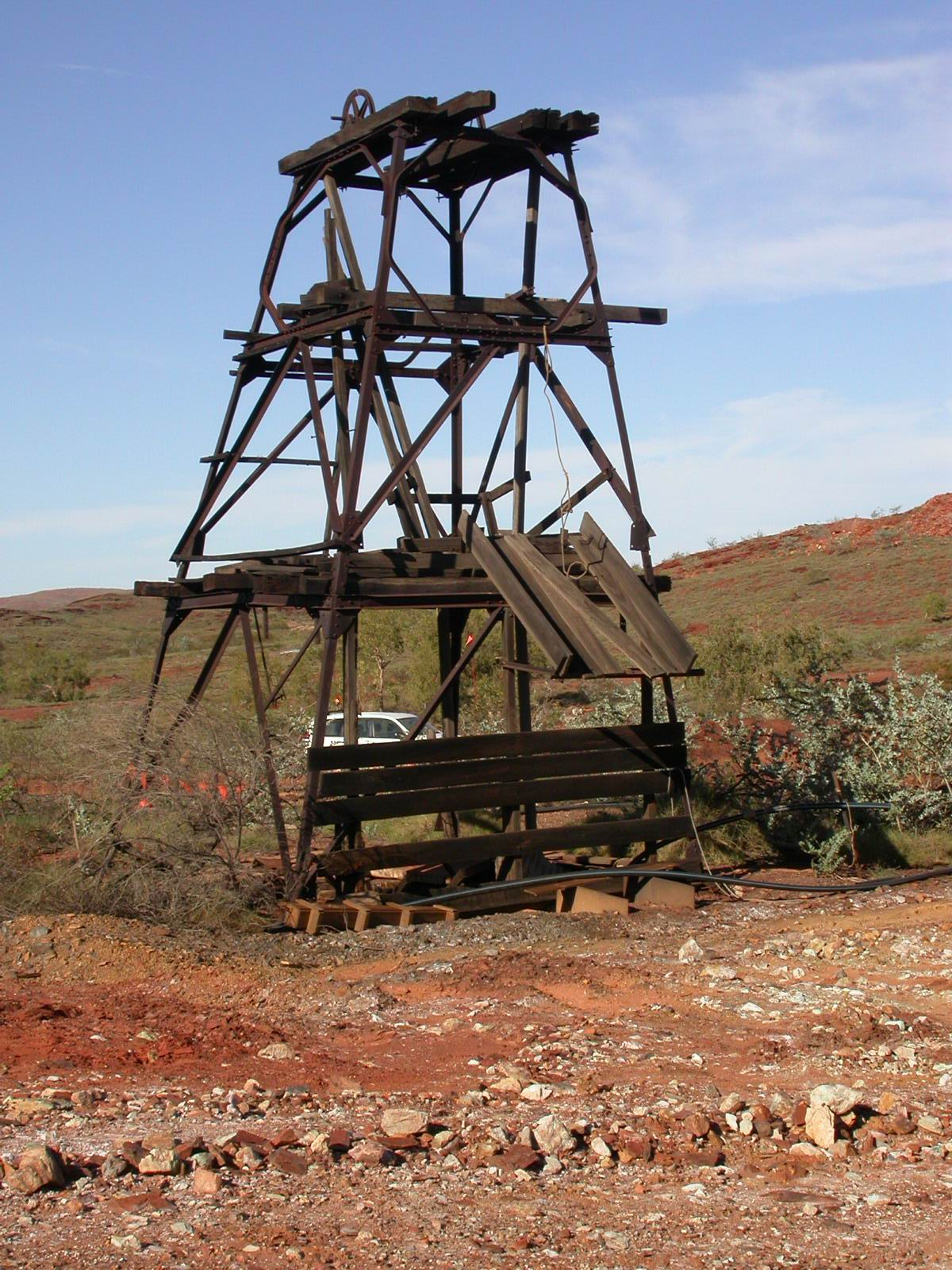
Mine de cuivre (Australie).

Le type quatre montants à inclinaison dissymétrique dérive du type quatre montants inclinés. L'inclinaison des deux montants avant est plus importante. Cela est dû soit à la puissance de la machine, soit à sa distance par rapport au chevalement. Cette installation nécessite la construction d'un faux-carré pour accueillir les systèmes de sécurité et de guidage des cages.
Les bois et le fer seront les seuls matériaux utilisés par ce type de chevalement qui disparaîtra après la Première Guerre mondiale.
Ce type de chevalement est construit en bois ou en fer.

### Portique

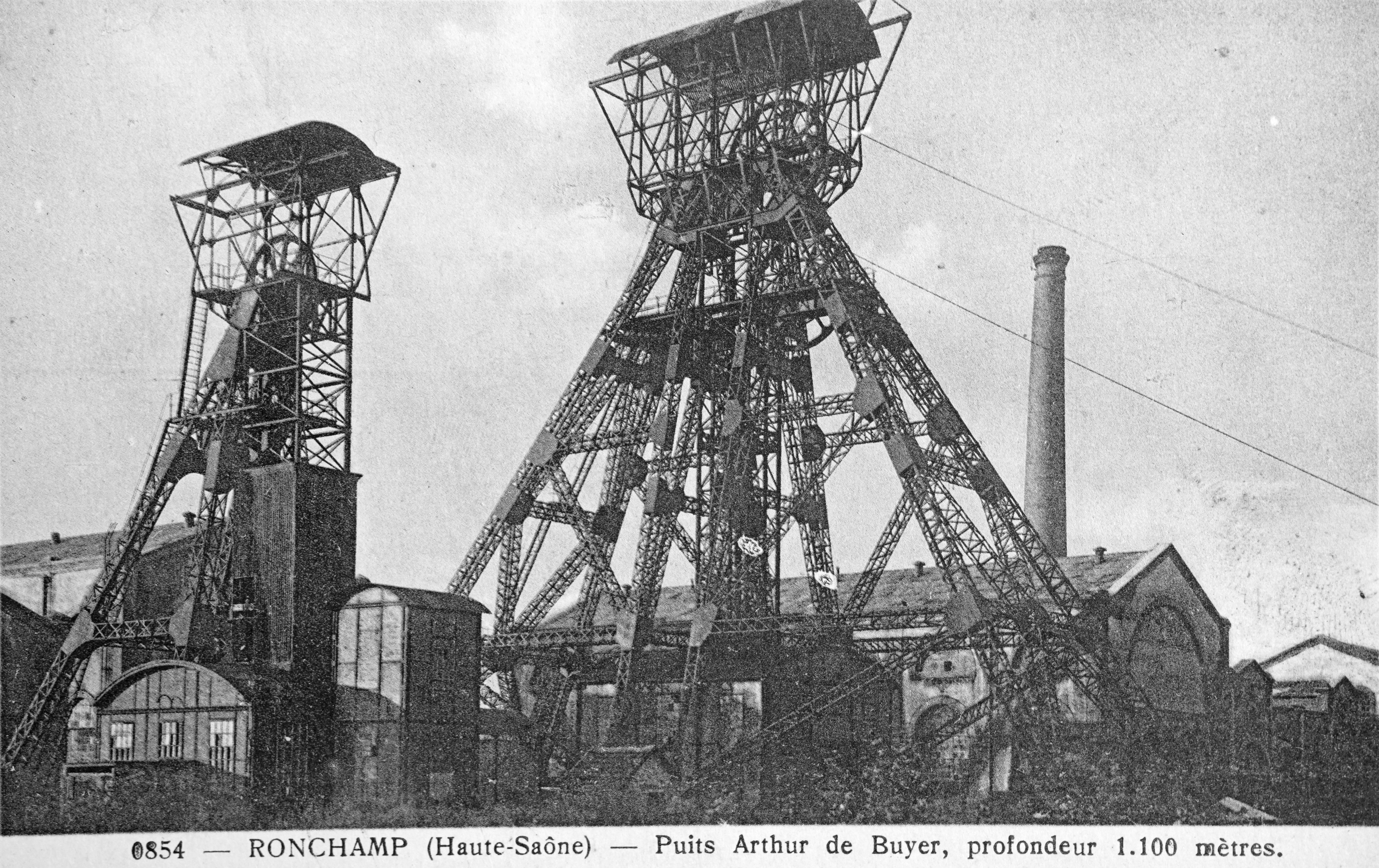
Le chevalement du puits Arthur-de-Buyer, l'un des premiers chevalements portique en 1928, résultant du dédoublement d'un chevalement à carré porteur.

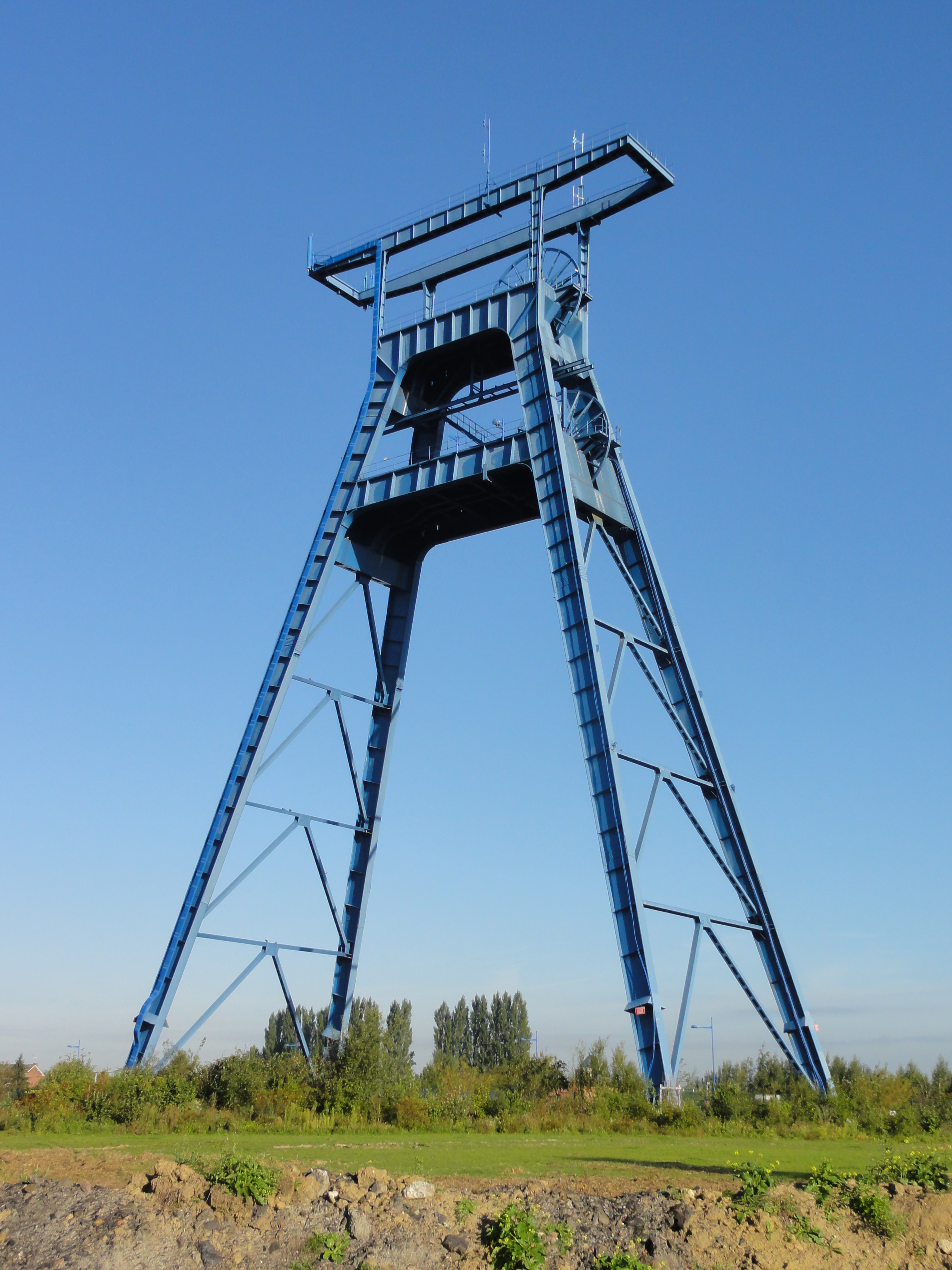
Fosse n° 9 des mines de l'Escarpelle (France).

Le type portique est formé par deux paires de poussards inclinés de part-et-d'autre d'un faux-carré indépendant. Les machines d'extraction sont installées dans deux bâtiments placés à l'opposé l'un de l'autre par rapport au chevalement. Ce type de chevalement existait déjà avant la Seconde Guerre mondiale, mais fut très peu utilisé en raison de la faible capacité des puits de l'époque. Après la nationalisation de 1946, les mines françaises sont modernisées et les capacités de production augmentent. Des puits à double compartiment d'extraction sont alors créés et les chevalements portiques font leur apparition.
Parfois ces chevalements étaient construits au-dessus du chevalement qu'ils devaient remplacer, ce qui permettait de conserver le faux-carré de ce dernier. Ce type de chevalement n'est pas très répandu en France car le type tour avec machine au sommet lui était préféré pour son faible encombrement au sol.
Ce type de chevalement est construit en fer et plus rarement en bois.

### Tour (machine au sommet)

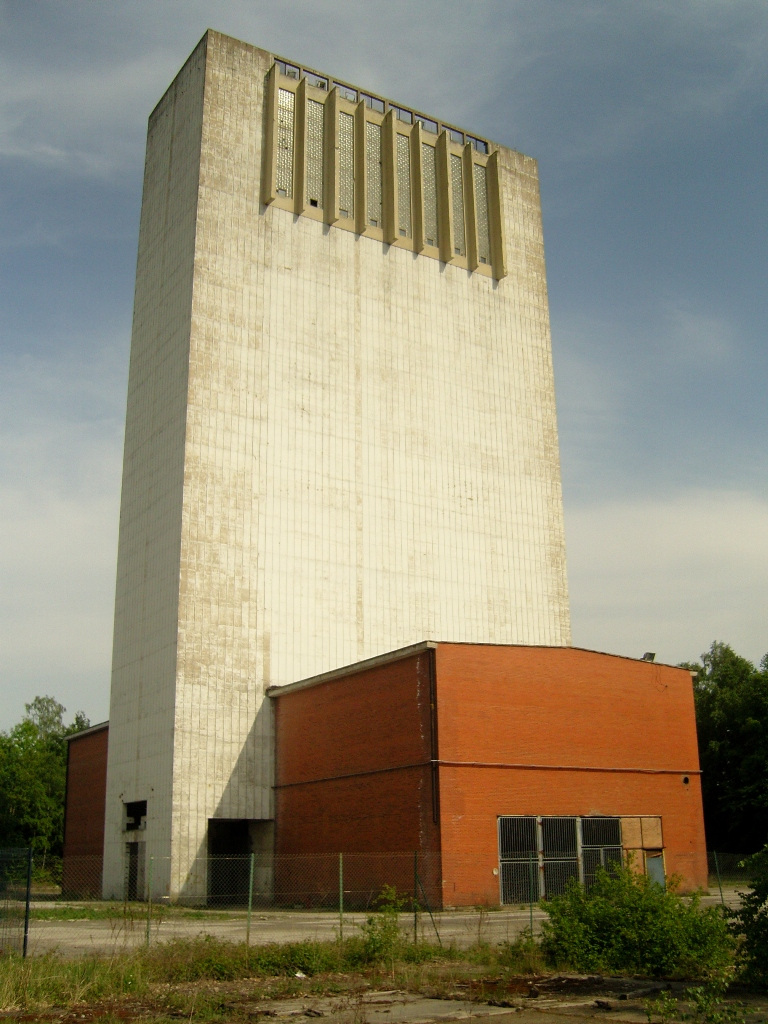
Puits Simon no 5 (France).

Le type tour avec machine au sommet est formé d'une tour d'extraction (métallique ou bétonnée) formée de quatre piliers. Le sommet de cette tour accueille la machine d'extraction en tête du chevalement (le système koepe est le plus utilisé). Le bigues n'ont aucune utilité. L'avant carré est souvent indépendant, il est construit à l'intérieur de la tour.
Le premier chevalement de ce type a été construit, en France, en 1907 sur le puits no 2 de Ligny-lès-Aire. Mais ce type de chevalement existait déjà à la fin du XIXe siècle en Allemagne où la pierre et la brique étaient très utilisées pour construire les chevalements. C'est ensuite le béton armé qui est majoritairement utilisé pour construire ces tours d'extraction ; la première construite avec cette technique est celle du puits Châtelus I en 1928,. Cette dernière technique fut très utilisée après la nationalisation des houillères pour moderniser plusieurs fosses françaises.
Ce type de chevalement est construit en pierre, brique ou béton.

### Tour (machine au sol)

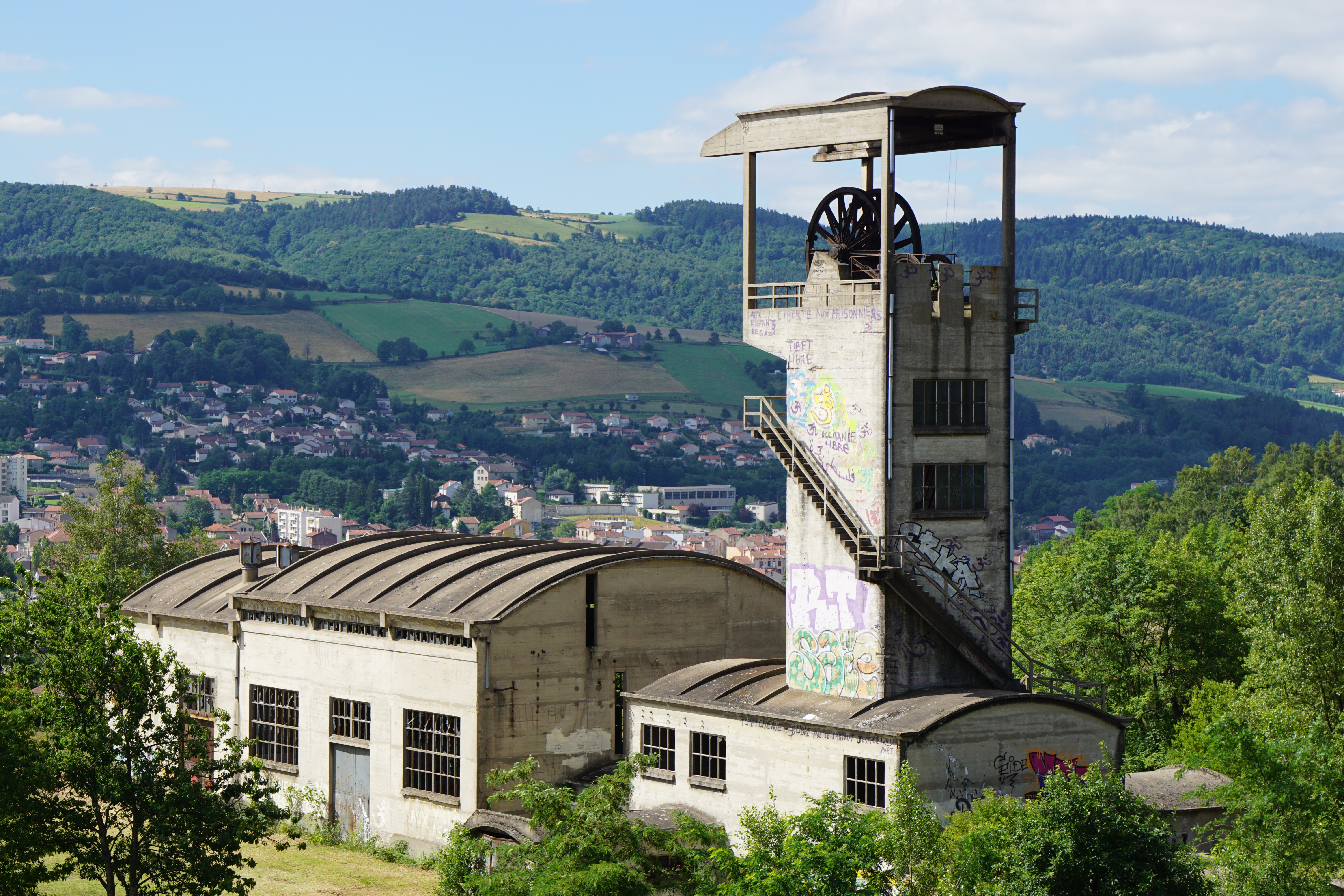
Puits des Combes (France).

Le type tour avec machine au sol est similaire au type précédent, mais la machine est cette fois-ci installée au sol dans un bâtiment séparé. Ce type de chevalement n'offre pas suffisamment d'espace entre l'orifice du puits et les murs de la tour, c'est pourquoi de larges ouvertures sont construites et les manœuvres se font à l’extérieur. Les molettes sont placées au sommet de la tour, elles peuvent être abritées, ou laissées à l'air libre.
Ce type de chevalement était très répandu au XIXe siècle dans les bassins miniers des Cévennes et de la Loire. La brique et le grès houiller sont les matériaux les plus utilisés pour ces constructions. Cette architecture, qui permettait d'avoir des chevalements ayant une longue durée de vie, est abandonnée vers 1900, car le fer, devenu bon marché, permet de construire d'autres types de chevalement à moindre coût. Ce modèle est toutefois réapparu dans les années 1950 pour de nouvelles constructions en béton comme le chevalement du puits des Combes.
Ce type de chevalement est construit en pierre, brique ou béton.

### Maçonnerie renforcée

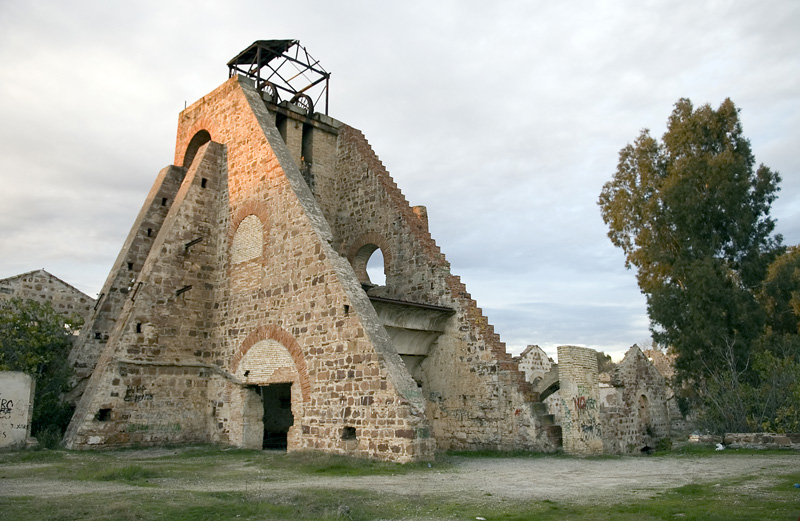
Le puits San Vicente situé à Linares (Espagne).

Le type « maçonnerie renforcée » est proche du type tour avec machine au sol dont il reprend la forme en y ajoutant un imposant contrefort servant de poussard, ce genre de structure était peu répandu. Pour ce genre de chevalement, la pierre de taille est le matériau le plus courant. Les molettes sont placées au sommet de la tour, elles peuvent être abritées, ou laissées à l'air libre.

### Trapézoïdal

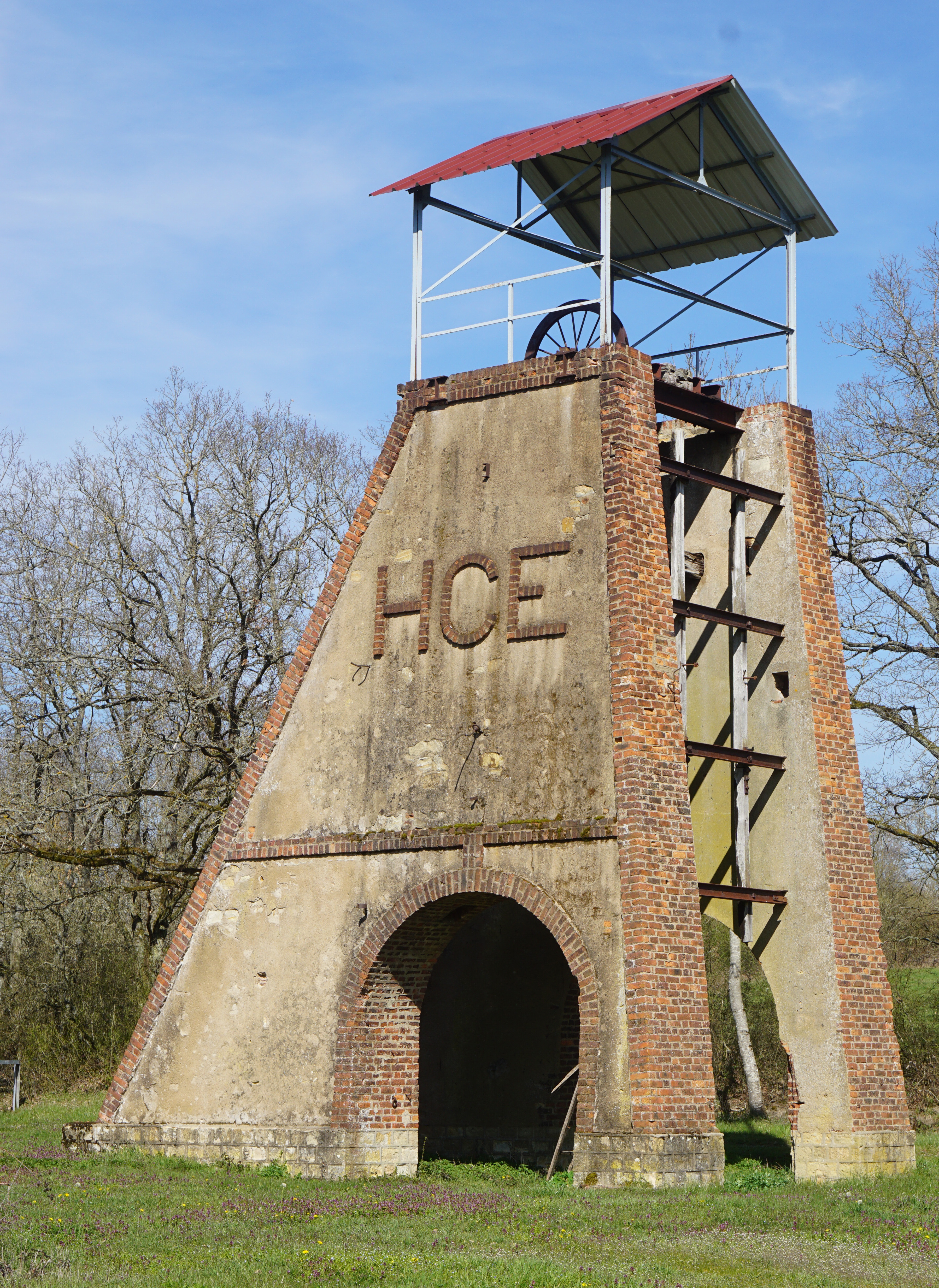
Puits des Fourneaux (France).

Le type trapézoïdal est formé par deux murs en forme de trapèze construits de part et d'autre de la bouche du puits, chacun d'eux est percé d'une ouverture facilitant les manœuvres avec l'extérieur. Les molettes sont placées au sommet de la tour, elles peuvent être abritées ou non. Cette architecture était particulièrement utilisée pendant la seconde moitié du XIXe siècle dans le centre de la France.
Ce type de chevalement est construit en pierre ou en brique.

### Hangar

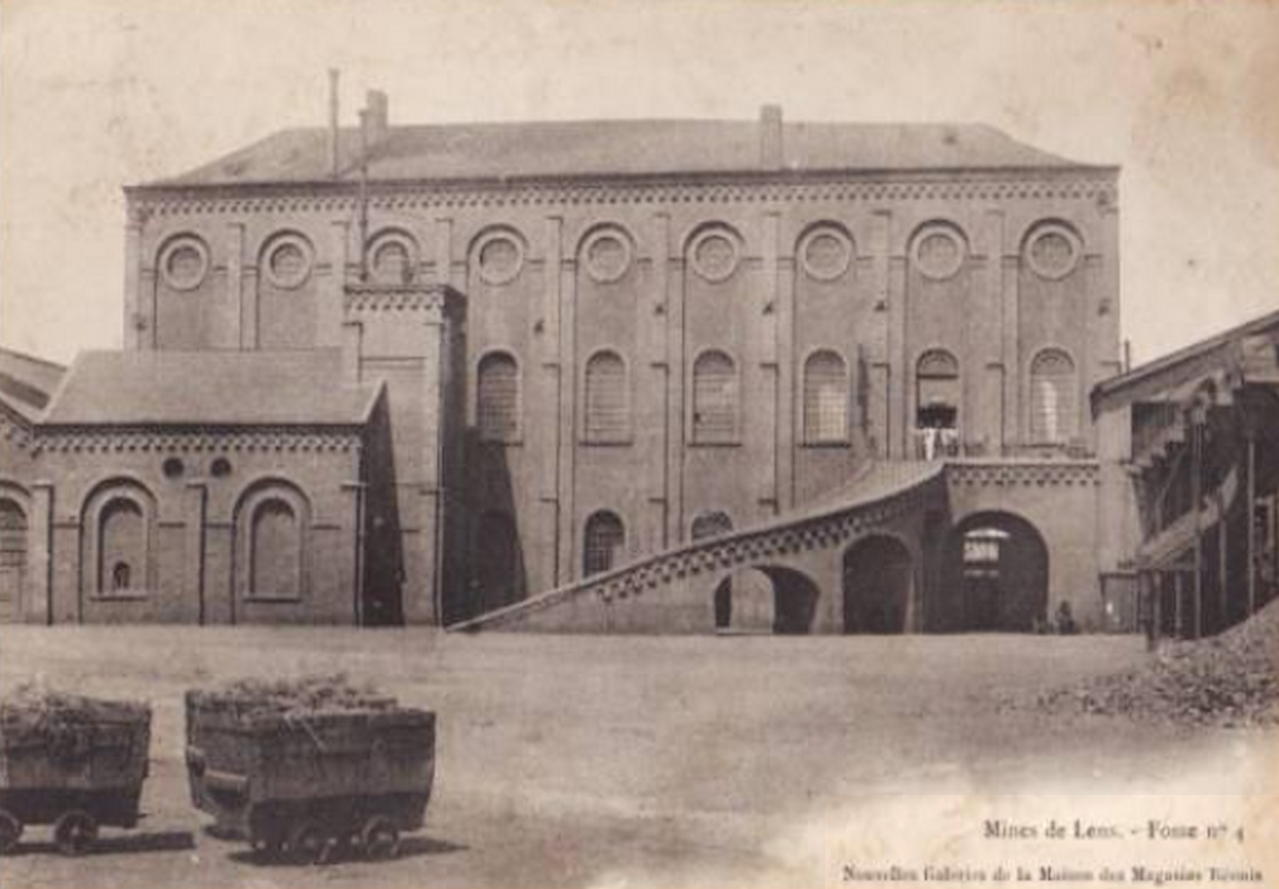
Fosse no 4 de Lens (France).

Le type hangar est en réalité un bâtiment de grande taille construit en bois, en brique ou en pierre qui abrite un chevalement en bois ou en fer, de forme variable. Il peut dépasser ou non de la toiture du hangar. Pour ce type de structure, la machine d'extraction est souvent installée dans le même bâtiment que le puits, mais elle peut être placée dans un bâtiment annexe accolé ou non à celui du puits.
Cette architecture était très répandue en Belgique (d'où son surnom de type belge) entre 1840 et 1900 dans une période de transition entre les chevalements en bois et fer. En France, il était assez employé dans les bassins miniers du nord-est et dans une moindre mesure dans ceux du sud et du centre.

### Malakoff

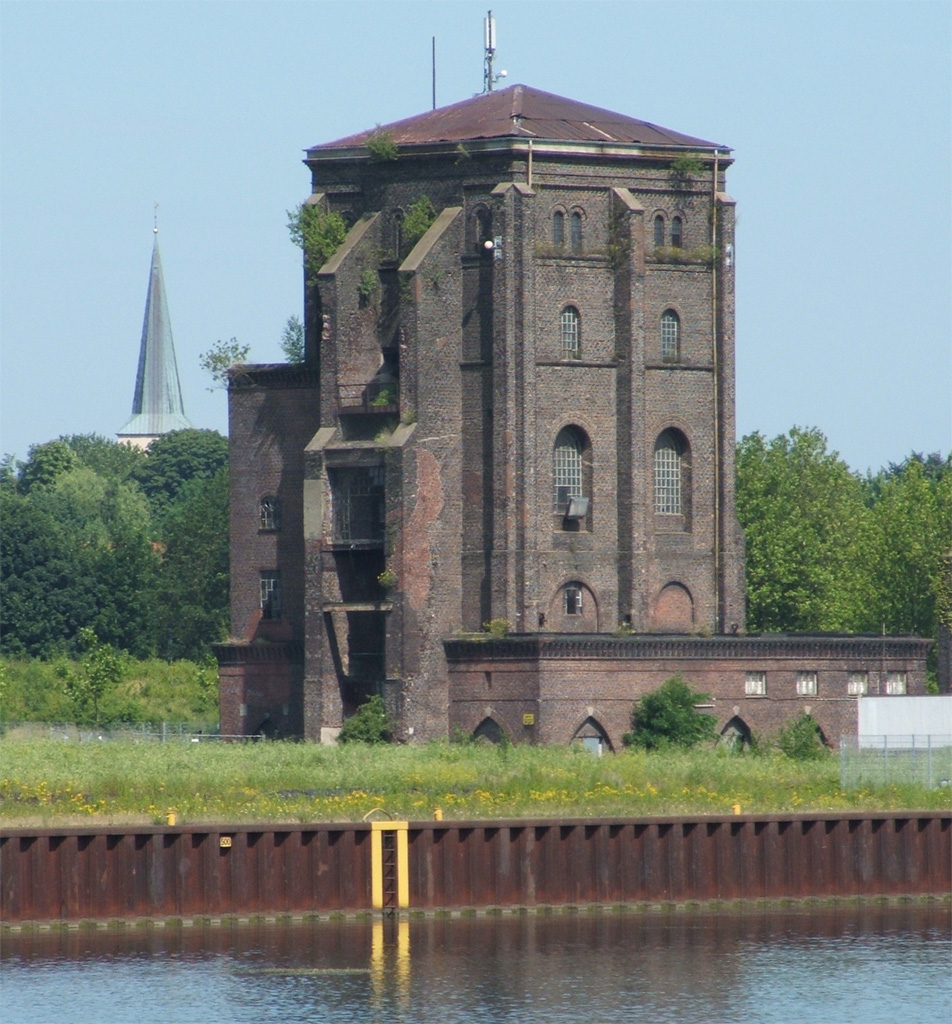
La tour Malakoff du puits Hardenberg (Allemagne).

Le type tour Malakoff est un intermédiaire entre le type hangar et le type tour qui était particulièrement utilisé en Allemagne (surtout dans la Ruhr) entre le milieu du XIXe siècle et la Première Guerre mondiale. Cette architecture se caractérise par une tour imposante qui fait office de chevalement et abrite le bâtiment de recette et certains services annexes. La brique est le matériau le plus fréquent et le style néo-médiéval est le plus utilisé. Les molettes sont placées sur des poutres, au sommet de la tour. La machine d'extraction peut être installée dans la structure elle-même ou dans un bâtiment annexe.
Le nom Malakoff est issu de la bataille de Malakoff du 8 septembre 1855 durant laquelle les troupes françaises s'emparèrent de la position fortifiée du même nom défendant la ville russe de Sébastopol. Cette appellation est reprise dès 1855 par les Allemands pour désigner les chevalements en maçonnerie. En France, il existe trois chevalements de ce type (aujourd’hui conservés et protégés), puits Sainte-Marthe situé à Stiring-Wendel, le puits Hottinguer situé à Épinac et la fosse du Sarteau située à Fresnes-sur-Escaut.

## Matériaux utilisés

### Bois

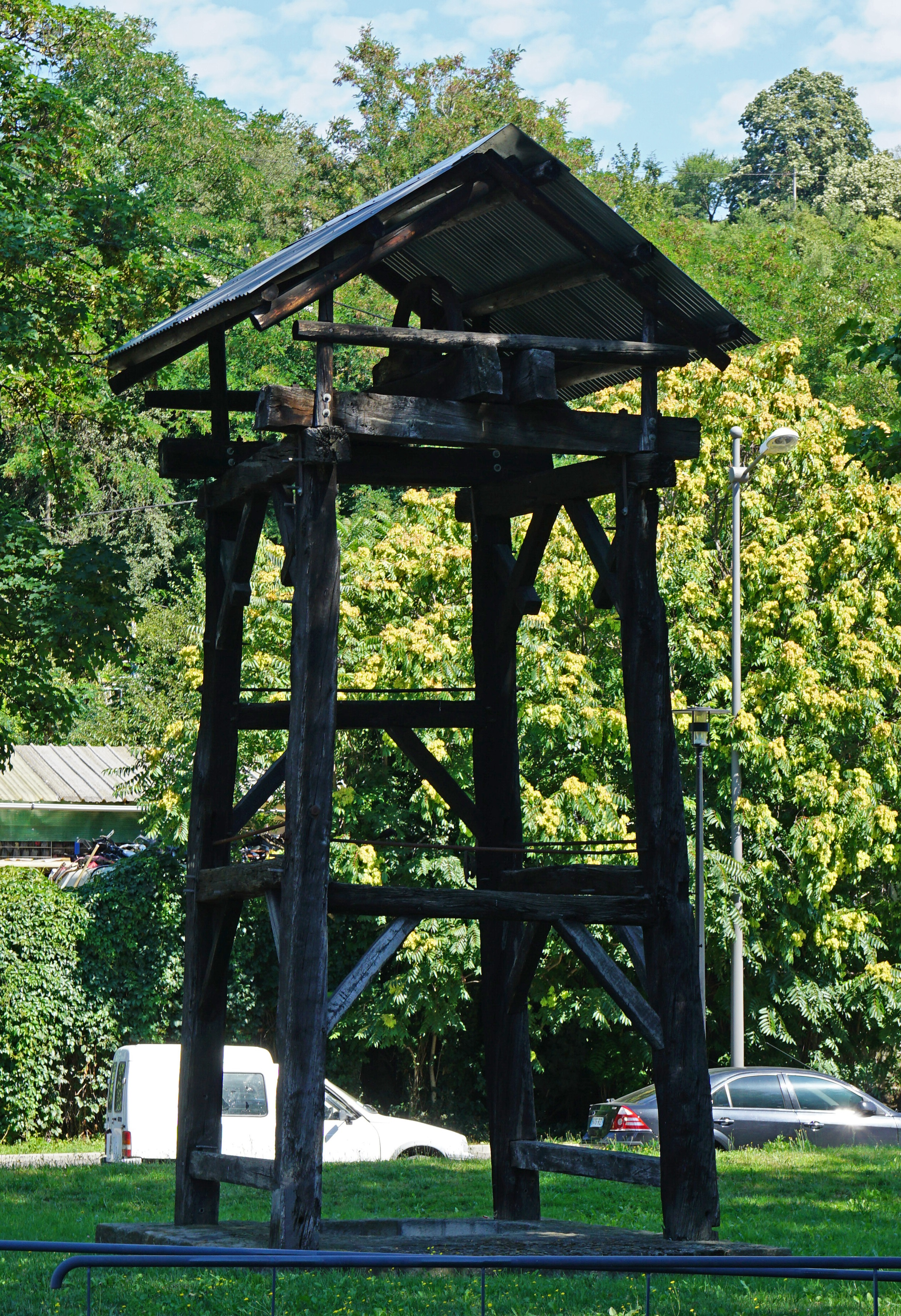
Puits Combélibert (France).

Le bois est le matériau le plus répandu et le plus longuement utilisé. Au Moyen Âge, il était utilisé pour la construction de la quasi-totalité des installations minières (treuil, baritel, lavoir, pompe, hangar…). Au début du XIXe siècle, il est utilisé pour construire les premiers chevalements. Il reste le matériau le plus utilisé au cours des décennies suivantes. Malgré l'arrivée des chevalements maçonnés et des chevalements métalliques pendant la seconde moitié du XIXe siècle, son usage reste répandu jusqu’à début du XXe siècle, notamment pour les chevalements provisoires.
L’utilisation du bois pour la construction d'un chevalement comporte plusieurs inconvénients : il se dégrade rapidement, offre une résistance limitée et risque d'être complètement ravagé en cas d'incendie.
Le bois est utilisé pour les chevalements de types porte-à-faux, avant-carré-porteur, quatre montants inclinés, deux poussards, quatre montants inclinés, quatre montants à inclinaison dissymétrique et portique.

### Pierre et brique

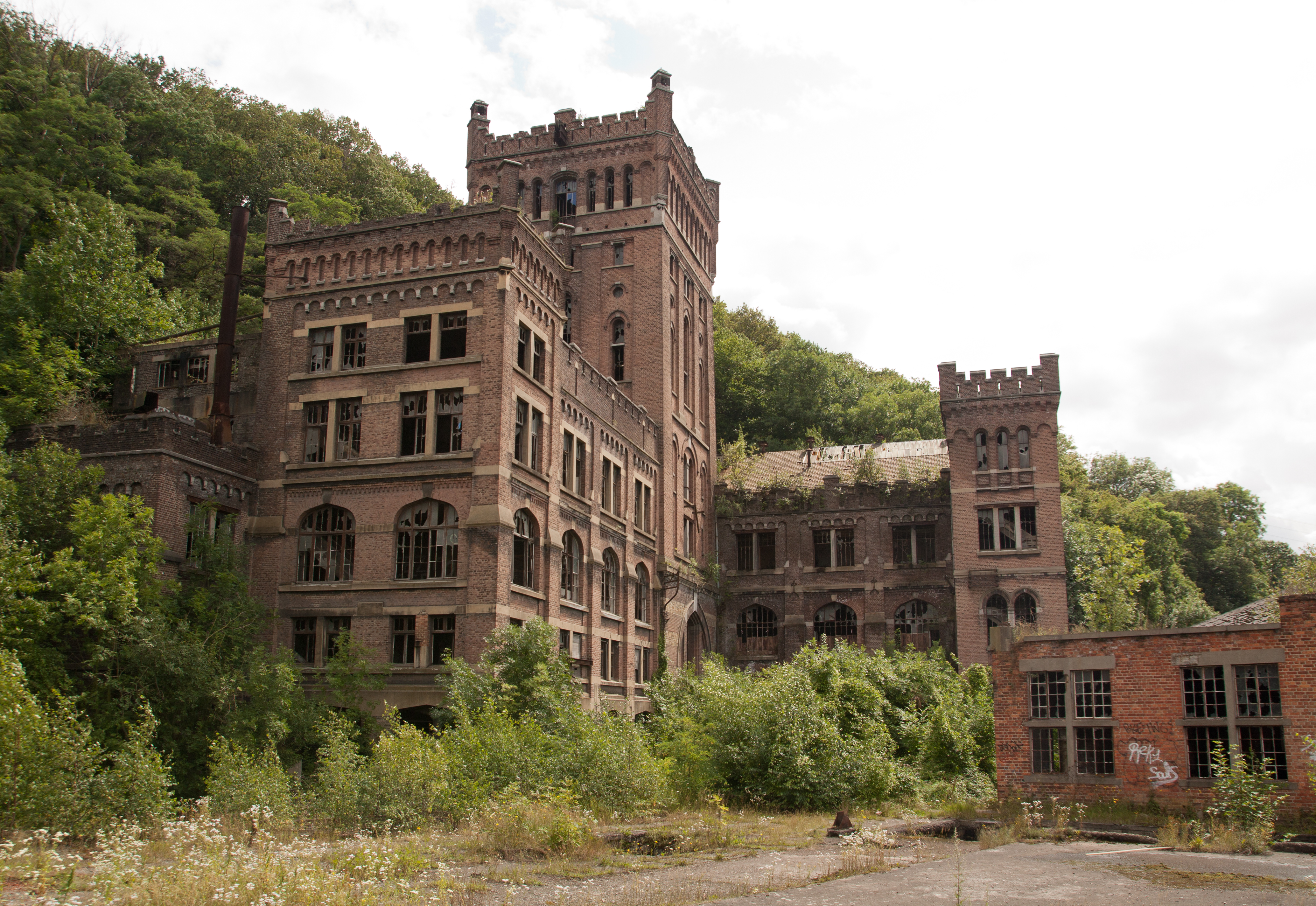
Charbonnage du Hasard à Cheratte (Belgique).

La pierre et la brique sont deux matériaux très répandus pour la construction de chevalements maçonnés entre le début du XIXe siècle et le début du XXe siècle,. Ces matériaux sont principalement utilisés dans les régions où ils sont abondamment présents et bon marché (brique dans les zones argileuses, pierre dans des régions montagneuses), ils adoptent souvent une architecture traditionnelle locale.
L'avantage des chevalements maçonnés est d’offrir une durée de vie quasi illimitée et une très forte résistance. En revanche, ils offrent peu de possibilités de transformation et d'adaptation à de nouvelles contraintes. Ce type de chevalement disparaît après l’apparition du béton armé pour la construction de chevalements après la Première Guerre mondiale.
La pierre ou la brique sont utilisées pour les chevalements de types tour (avec machine au sol ou au sommet), à maçonnerie renforcée, trapézoïdal, hangar et Malakoff.

### Métal

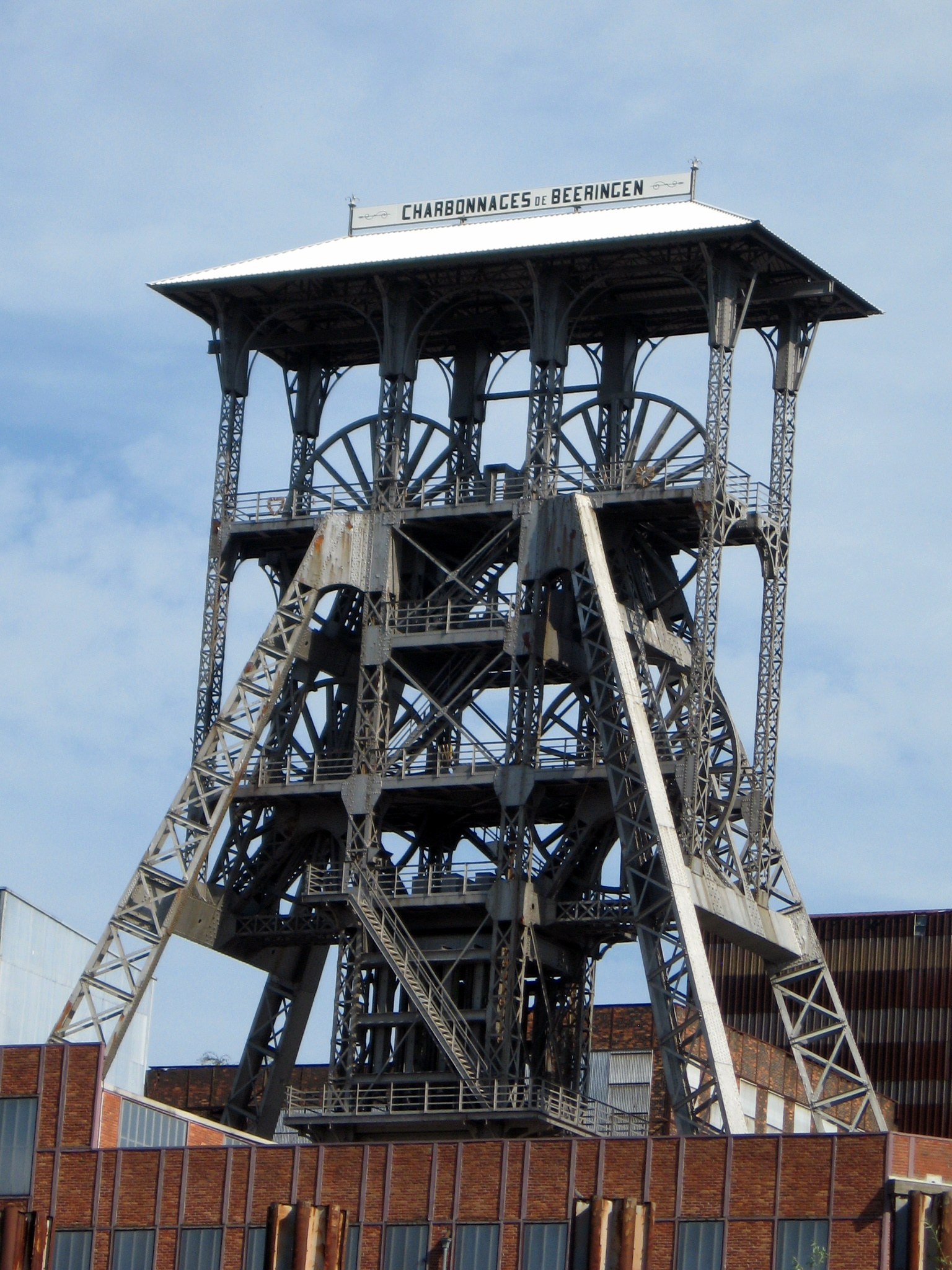
Charbonnage de Beringen (Belgique).

L'acier a été utilisé pour la construction d'un chevalement, la première fois, en 1867, sur le puits Jabin situé à Saint-Étienne. Ce type de construction commencera à se répandre à partir des années 1880-1890 avant de devenir le matériau le plus utilisé au cours du XXe siècle,. Il existe différentes formes de poutrelles, que l'on peut classer en deux grandes catégories :
- simples ;
- composées.

Elles sont dites simples si elles sont constituées d'un profil unique (quel que soit ce profil, H, U, L, I…). Elles sont dites composées (ou à treillis) si elles sont constituées d'un assemblage de ces profils. Les poutrelles composées sont les plus performantes car légères, robustes et faciles à assembler. Après la Seconde Guerre mondiale apparaît un quatrième type de poutrelles, rivées et soudées, destinées à la construction de chevalements de grande taille, elles remplacent les poutrelles à treillis.
L'acier est utilisé pour les chevalements de types porte-à-faux, avant-carré-porteur, quatre montants inclinés, deux poussards, quatre montants inclinés, quatre montants à inclinaison dissymétrique, portique et tour (avec machine au sol ou au sommet).

### Béton

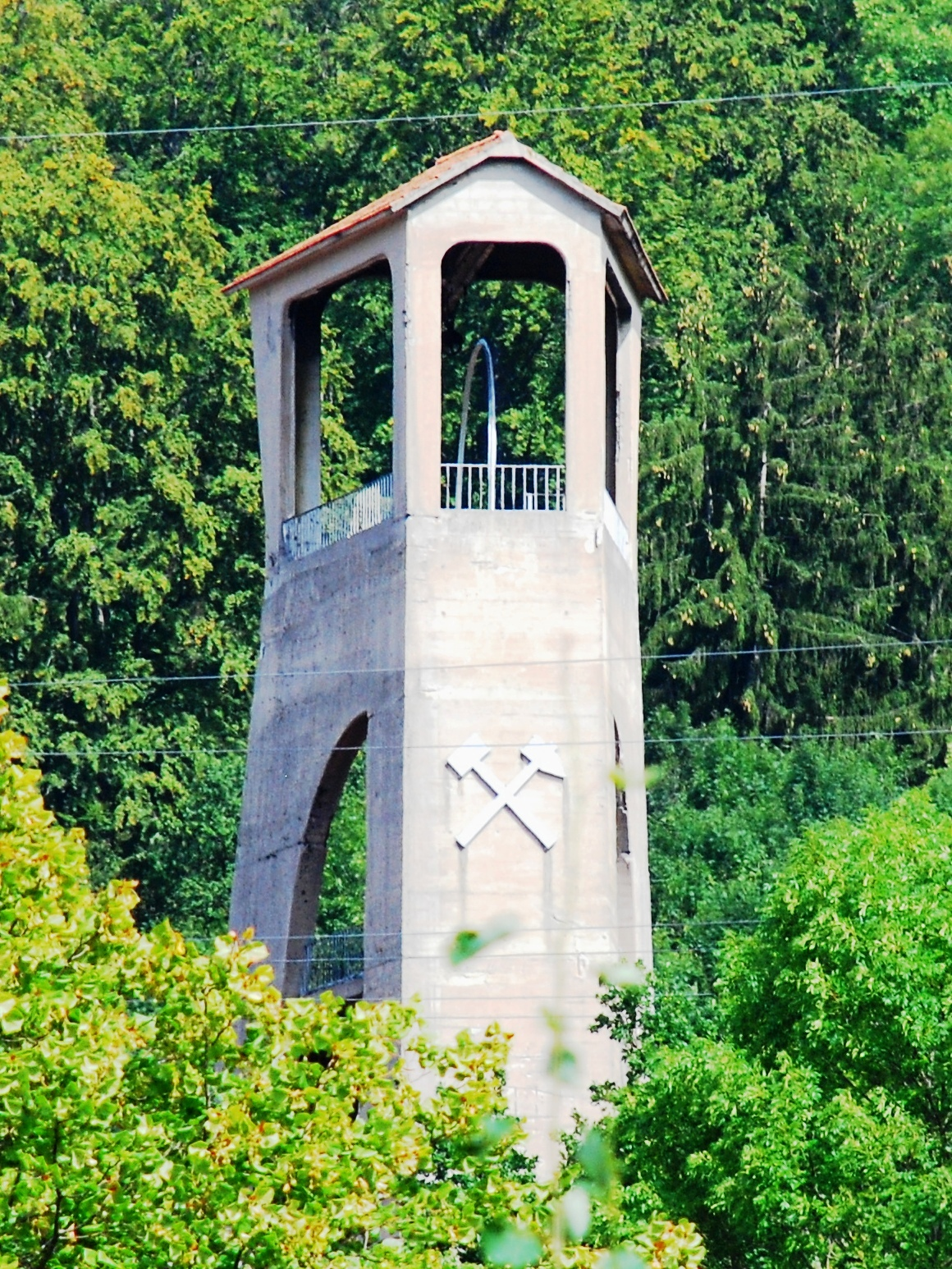
Charbonnage d'Hausham (Allemagne).

Plus économique que les structures en acier, le béton fait son apparition dès 1912 en Belgique.
Il en existe une quarantaine en 1920
puis pendant la reconstruction après la Seconde Guerre mondiale en 1946 et 1960, pendant la modernisation des houillères,. C'est un matériau souple d'utilisation permettant des constructions rapides et solides.
Le béton est utilisé pour les chevalements de type, porte-à-faux, avant-carré-porteur, et tour (avec machine au sol ou au sommet).

## Accessoires

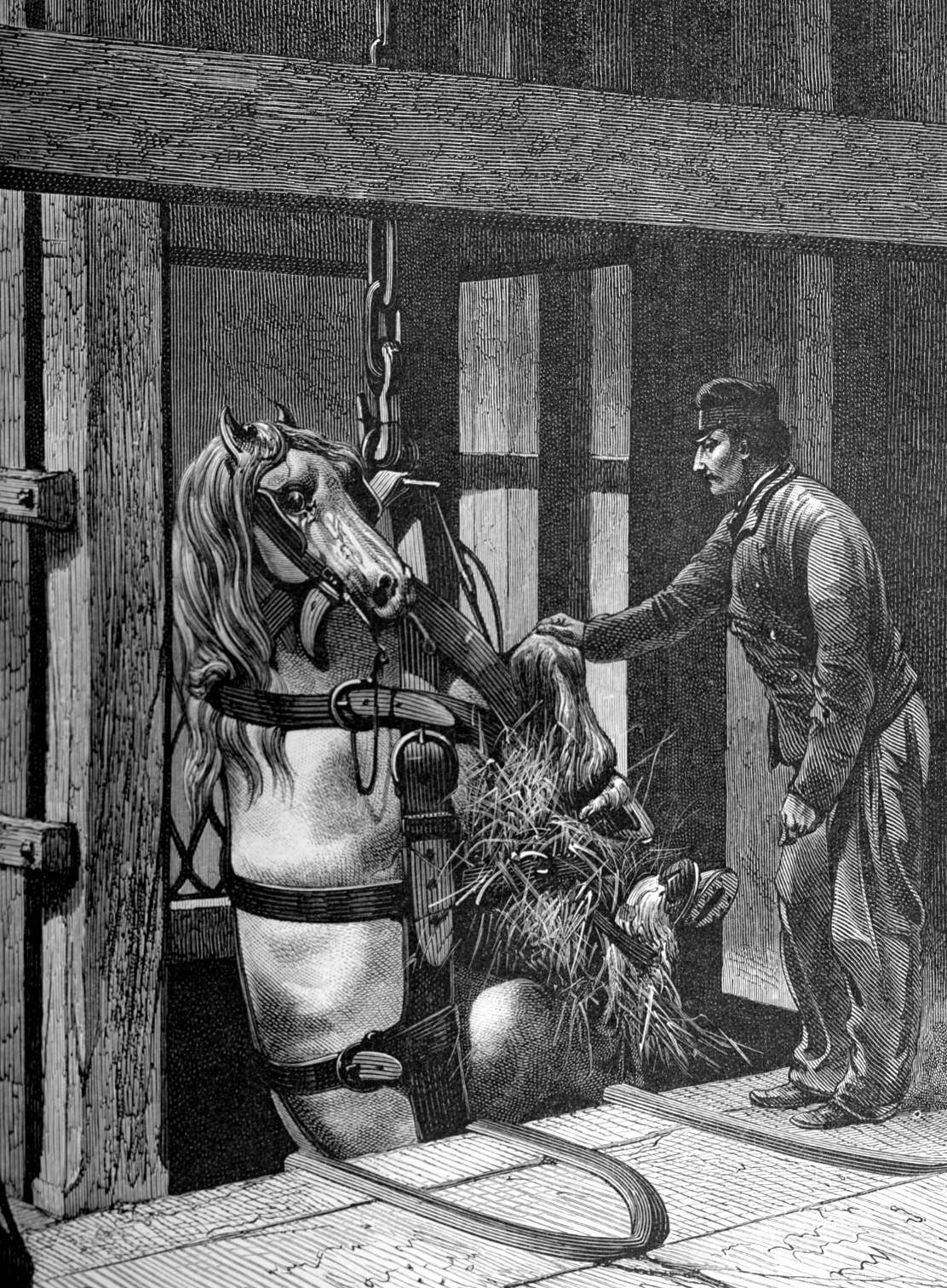
Descente d'un cheval dans les galeries au Creusot au XIXe siècle.

Les accessoires connexes au chevalement sont de deux ordres :
- assurer la sécurité ;
- assurer un service.

### Sécurité
En partant du sommet, un élément de sécurité, presque banal, est le paratonnerre. Viennent ensuite, sous les molettes, les systèmes évite-molettes qui ont pour but d'empêcher que la cage ne dépasse son point haut maximum et n'atteigne les molettes.
Il peut s'agir de fins de course mécaniques ou électriques qui coupent et freinent la machine d'extraction. En plus de cela sur les derniers mètres, le guidonnage se rétrécit de façon telle que si la cage dépasse un certain point, elle s'y coince et freine. À ces éléments de base viennent s'ajouter suivant le cas une poutre servant de butée, un système de décrochage du câble et de la cage (mais dans ce cas il faut aussi y ajouter des taquets de sécurité qui retiennent la cage après le décrochage). Sous les molettes peuvent également se trouver des appareils de limite de charge ou de surveillance du câble d'extraction.

### Service
Sur toute la hauteur du chevalement se trouve un escalier de service permettant d'atteindre les endroits de surveillance ou de manutention. Le sommet du chevalement est occupé par des engins de levage indispensables quand il faut remplacer les paliers des molettes. Il existe également divers accessoires permettant de charger dans et sous la cage des objets encombrants ou spéciaux (par exemple, les chevaux qui étaient suspendus sous la cage). Dans certains cas il existait une recette secondaire qui permettait au personnel de rentrer ou de sortir dans la cage simultanément à deux étages différents. Il existe aussi des dispositifs permettant de sortir la cage de ses guides en cas de remplacement ou de réparation.
Trois services étaient particuliers. Le premier, la recette, ne faisait pas partie du chevalement à proprement parler. La recette désignait aussi bien le niveau où les cages étaient reçues au jour que le bâtiment qui l'abritait. La recette avait pour mission essentielle de charger dans les cages tout ce qui était nécessaire dans la mine (y compris le personnel) et de décharger tout ce que la mine produisait (produits ou stériles).
Un second service était le treuil de secours. Il ne servait qu'en cas de « cassage de fosse », c'est-à-dire le déraillement d'une cage dans le puits, car il fallait impérativement (surtout en cas de transport de personnel) pouvoir atteindre la cage où que ce soit dans le puits.
Le troisième service ne concernait que le puits de retour d'air. Il s'agit du clapet Breyre qui fermait l'orifice du puits pour obliger l'air à entrer uniquement par l'autre puits, le puits d'entrée d'air. Ce clapet était emporté par la cage lors de sa sortie du puits et redéposé à sa place lors de la descente de la cage dans le puits.

## Hauteur totale
La hauteur totale du chevalement est fonction de divers paramètres qui sont principalement :
1. la distance entre le sol et le niveau de la recette qui pouvait varier entre zéro et dix mètres ;
2. la hauteur totale de la cage ou skip (y compris donc les chaînes et l'attache sur le câble) ;
3. la hauteur de la zone tampon de sécurité sous les molettes qui dans certains pays était imposée par les règlements miniers ;
4. la hauteur totale de la zone occupée par les molettes. Principalement déterminée par le diamètre de molette mais aussi par leur disposition quand elles étaient superposées ;
5. la hauteur occupée par le pont roulant, le toit, le paratonnerre (quand ces éléments existaient).

## Exemples de chevalements par bassin minier

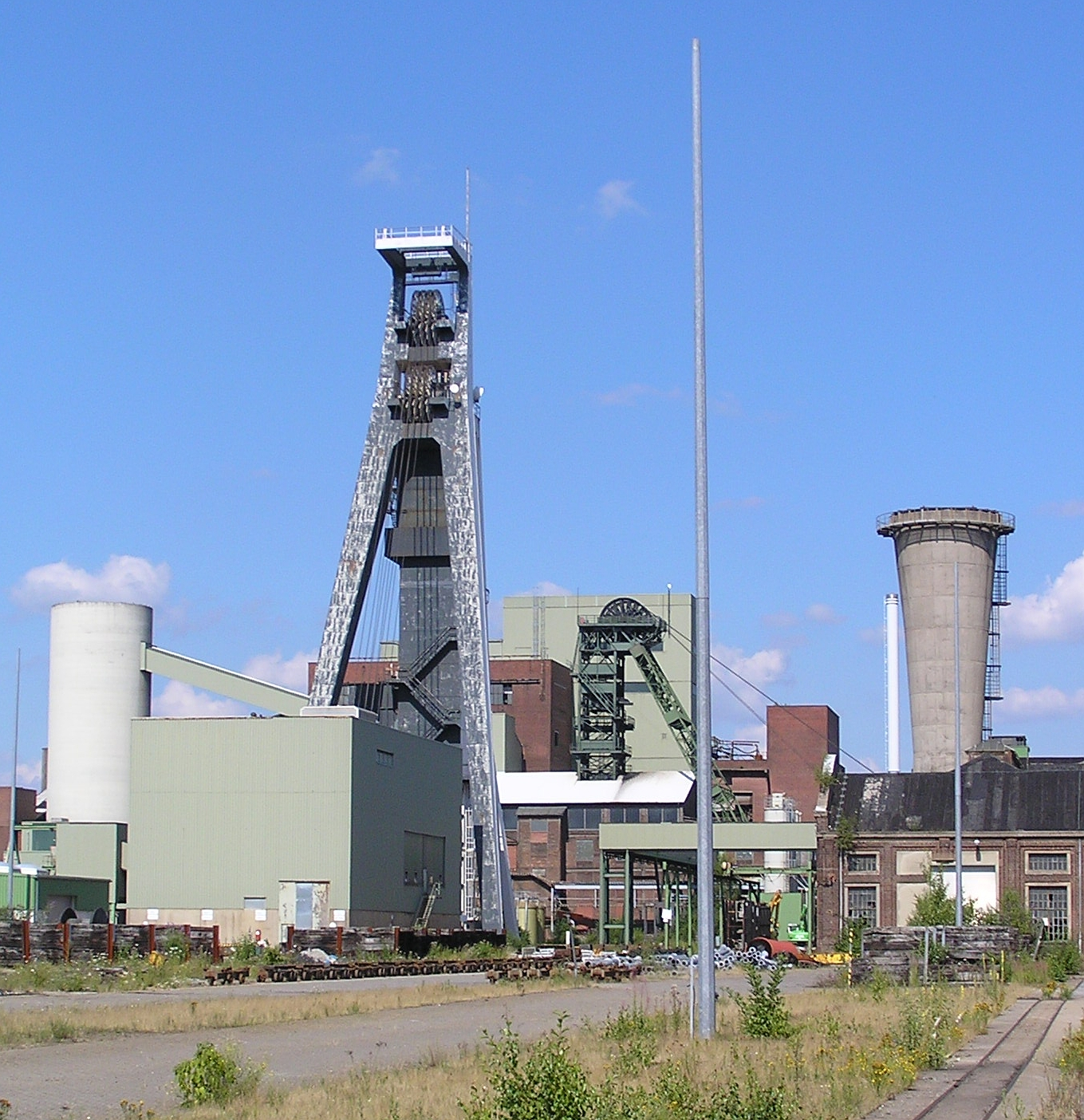
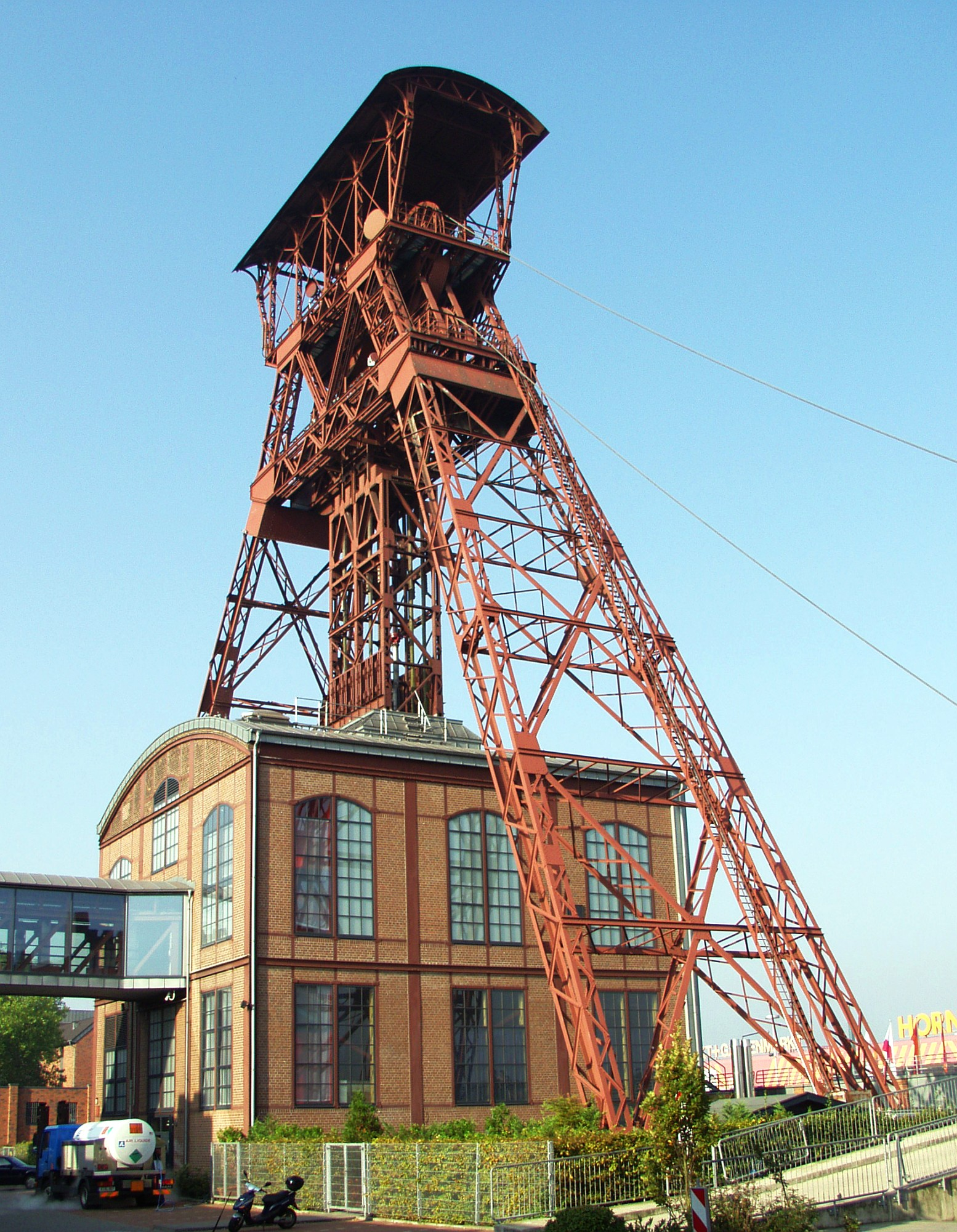
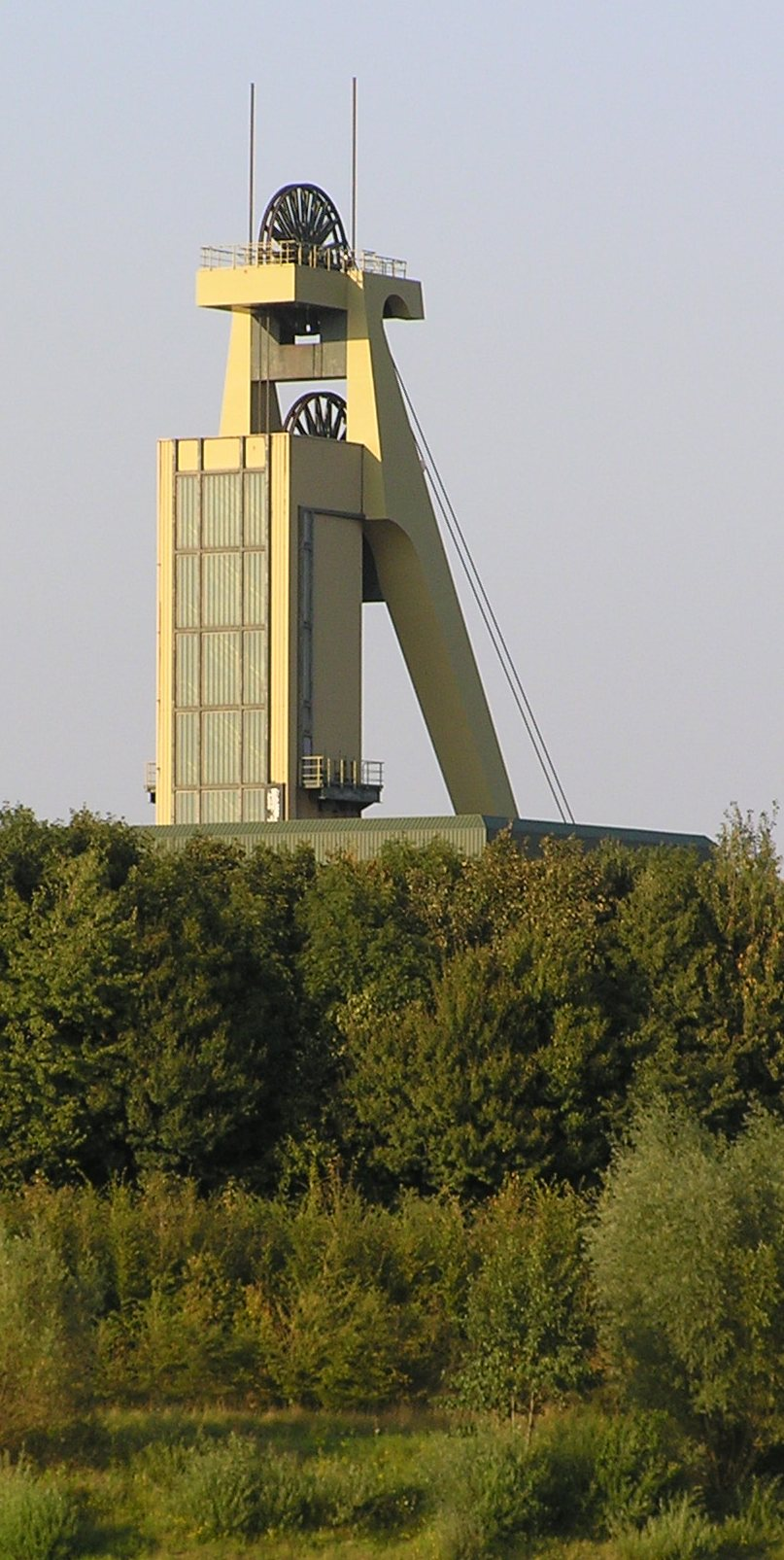

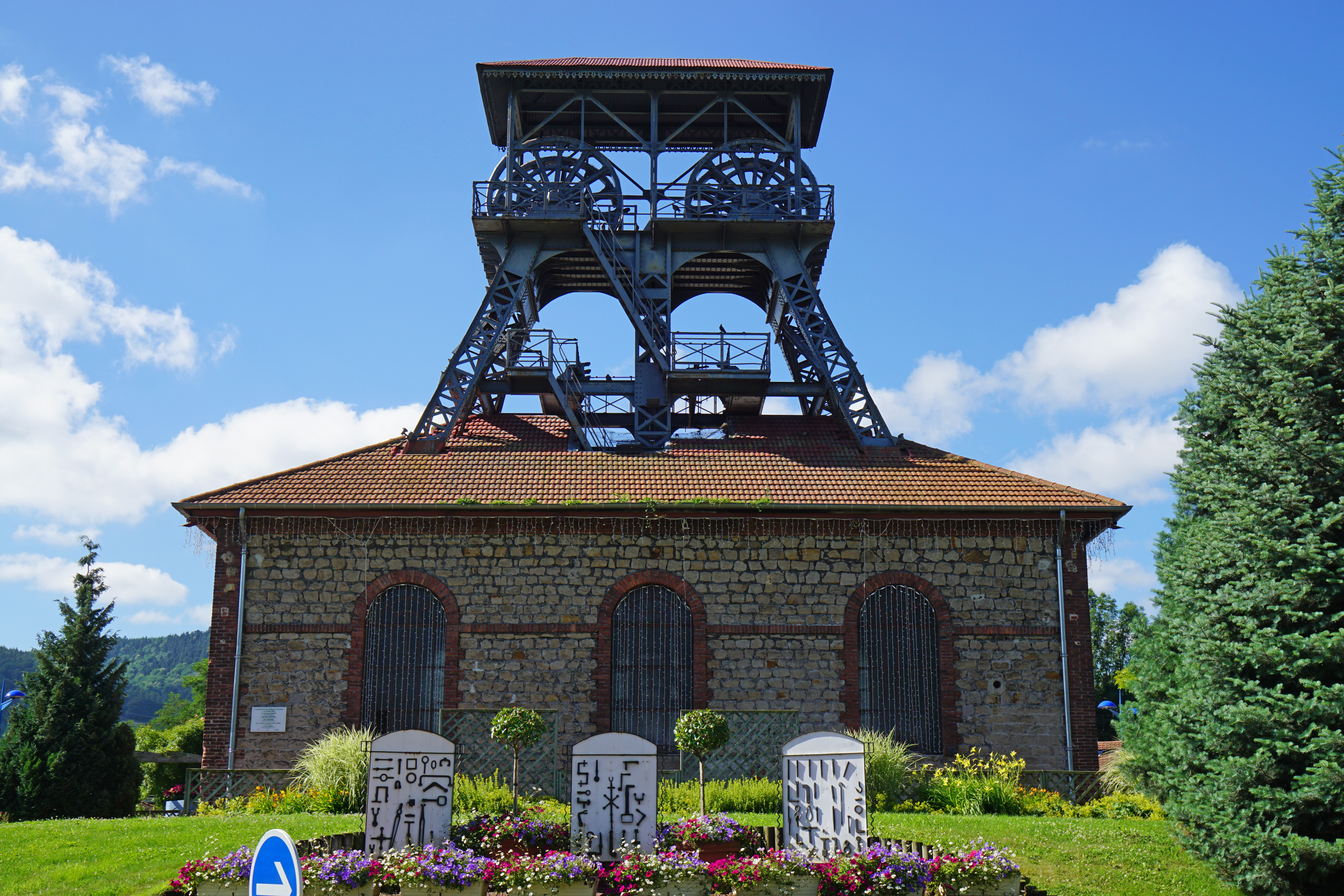
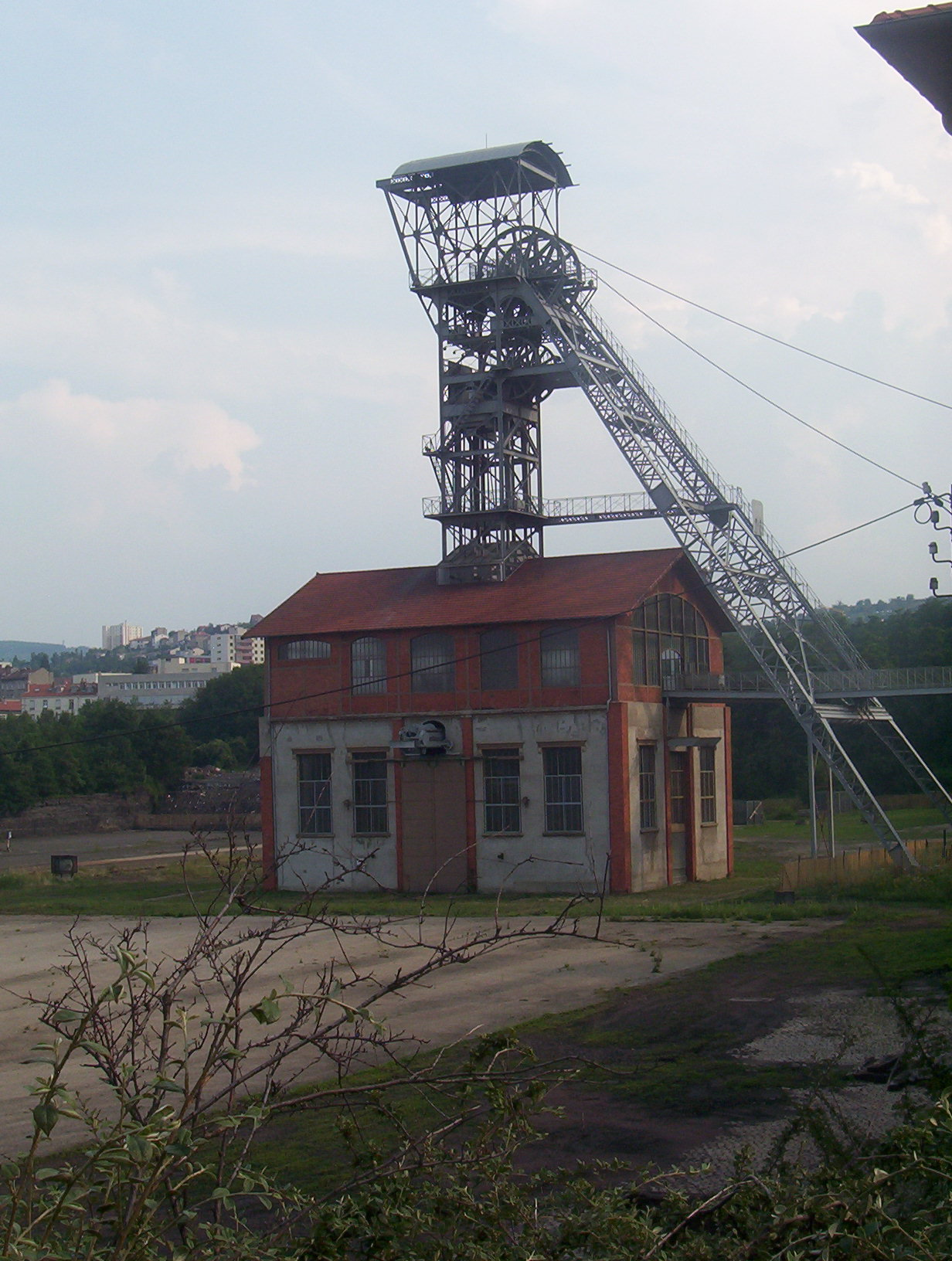
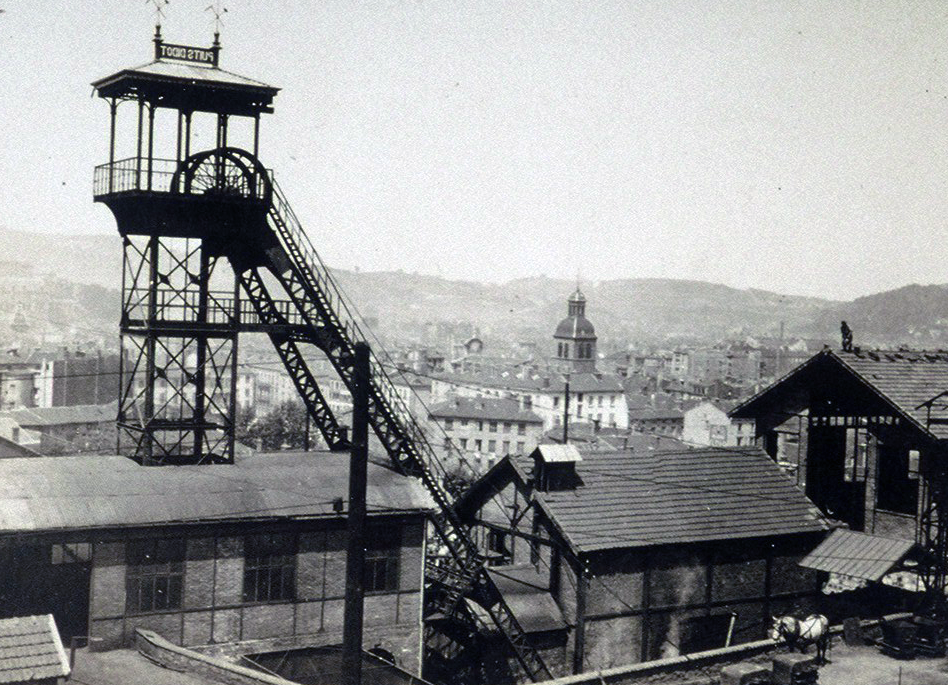
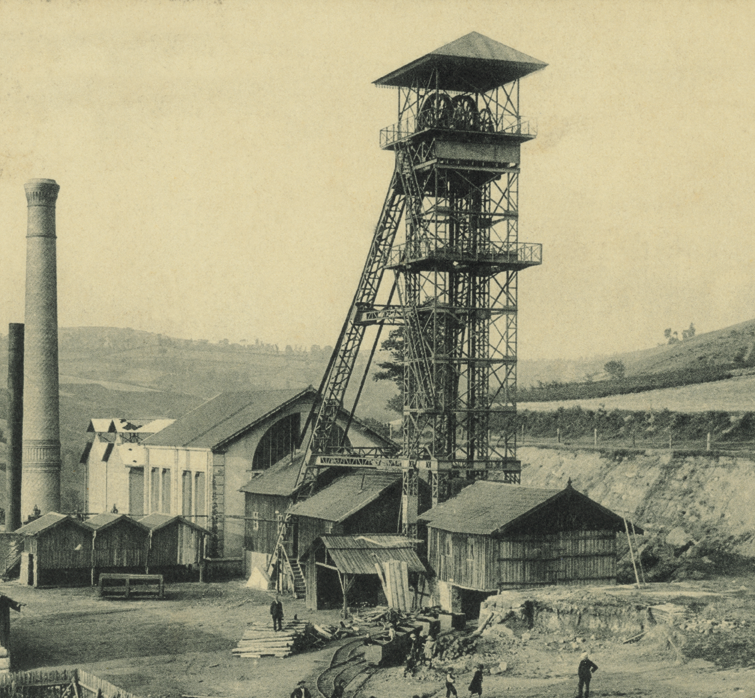
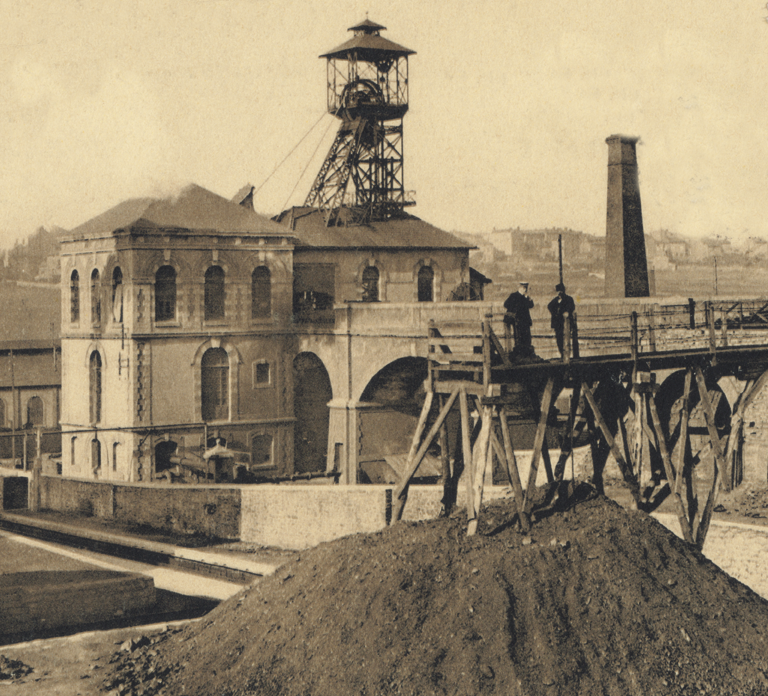

Quelques chevalements du bassin houiller de la Loire, région de Saint-Étienne : 
Quelques chevalements du bassin houiller des Cévennes, région d'Alès : 

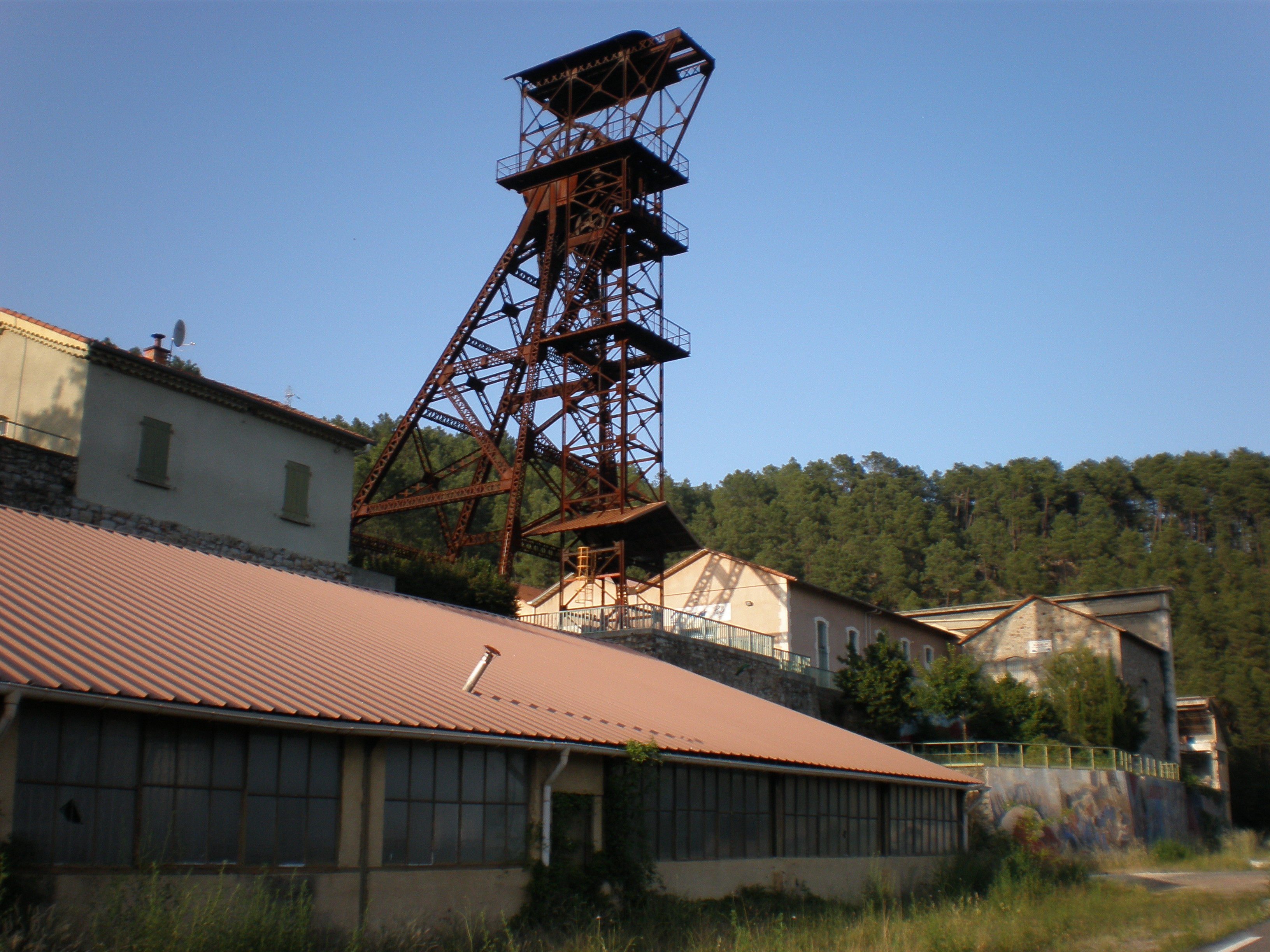
Le puits Fontanes à Alès.
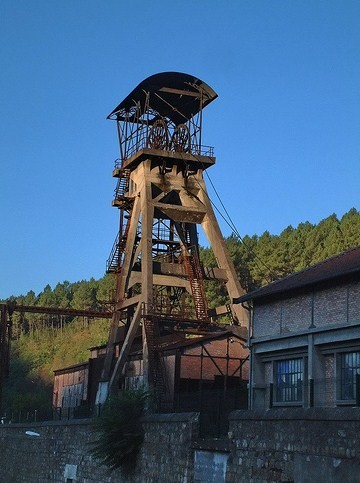
Le puits Ricard à La Grand-Combe.

Quelques chevalements de Belgique :

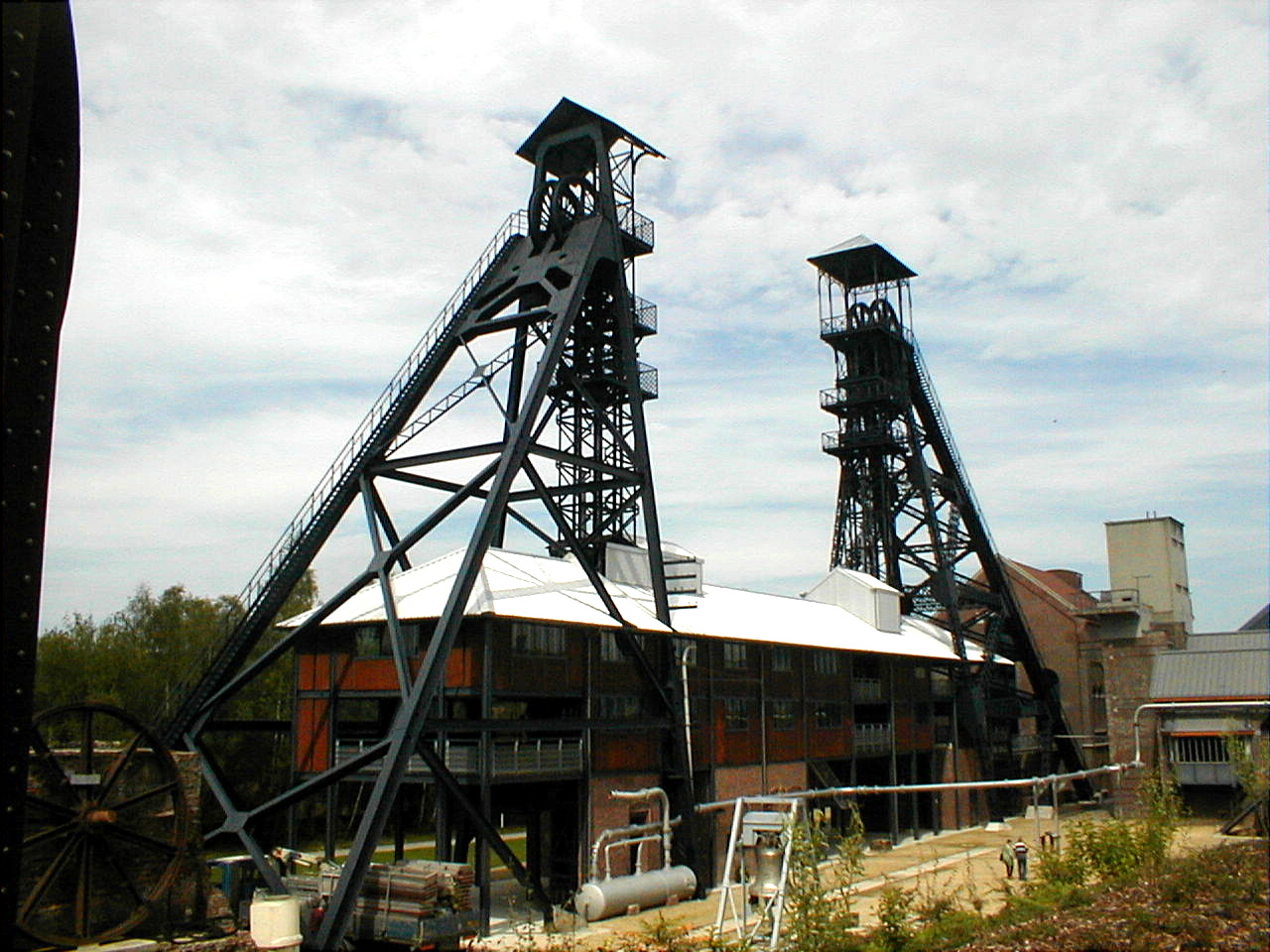
Châssis à molette du Bois du Cazier à Marcinelle.
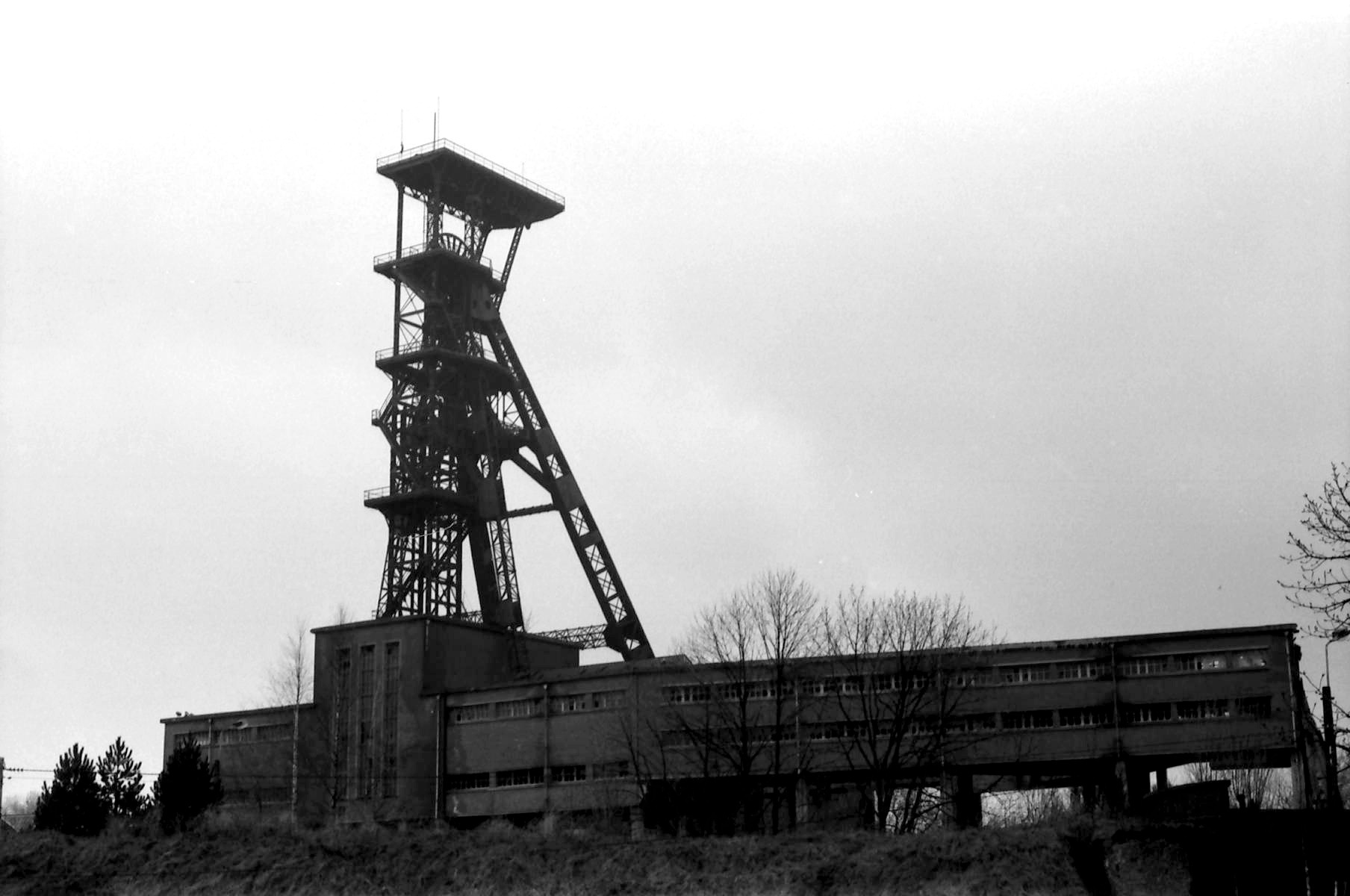
Frameries Crachet Pickery avant de devenir le PASS.
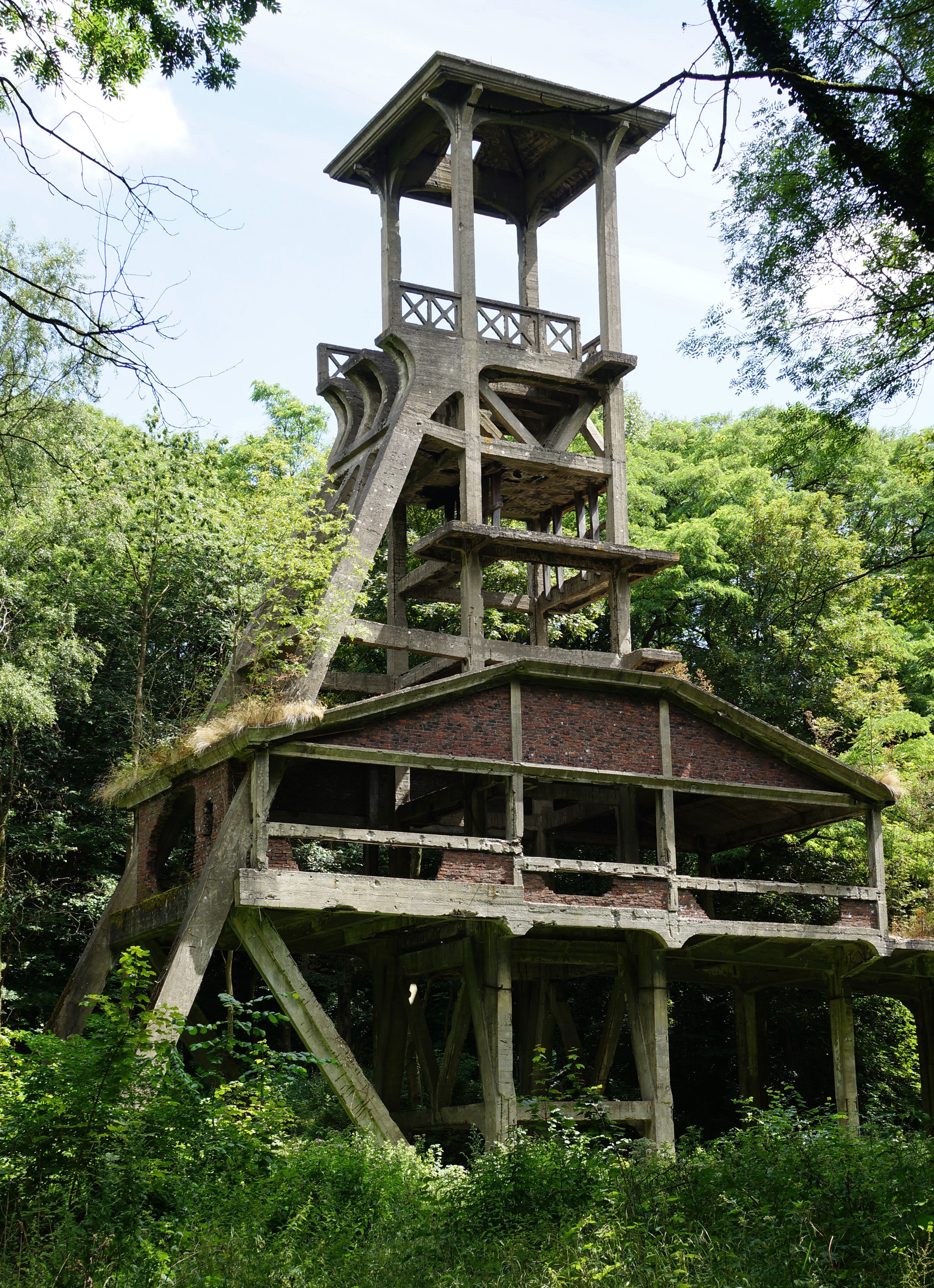
Puits de Sauwartan à Dour, totalement construit en béton.
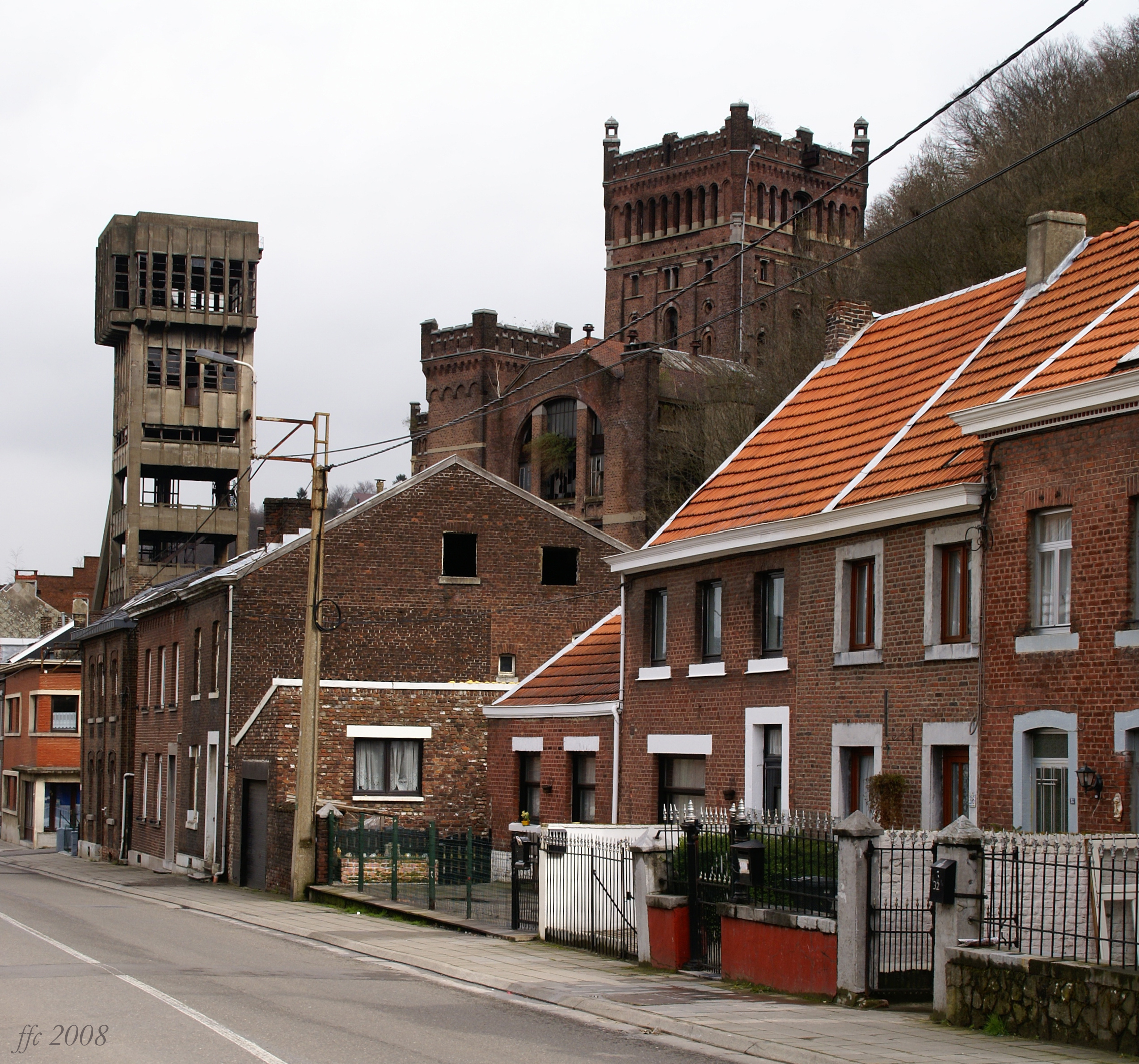
Belles-fleurs du charbonage du Hasard à Cheratte : à droite, puits no 1 en briques de style néomédiéval et à gauche puits no 3 en béton.

Chevalements des mines de fer de Lorraine :

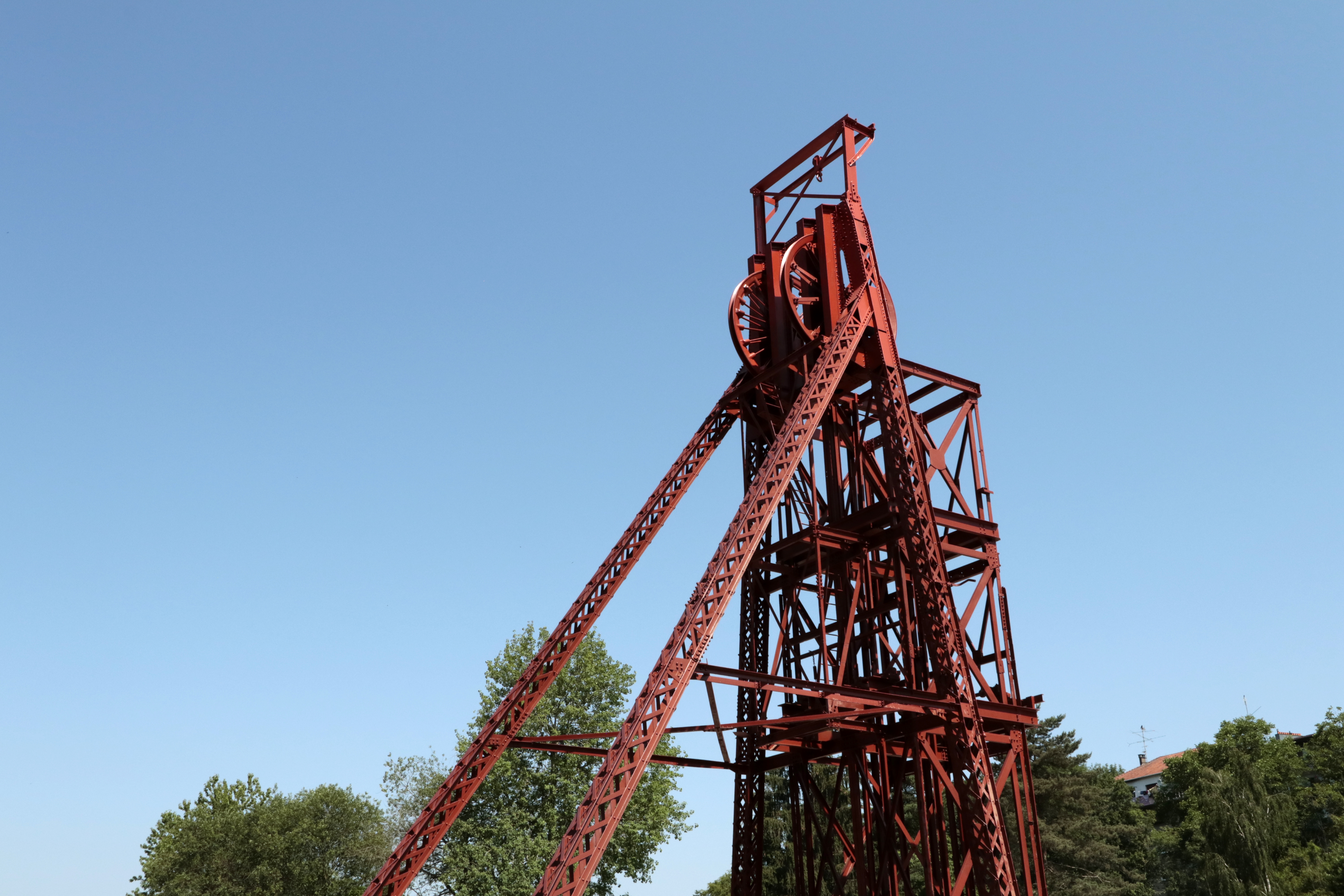
Chevalement du puits St Michel à Audun-le-Tiche.
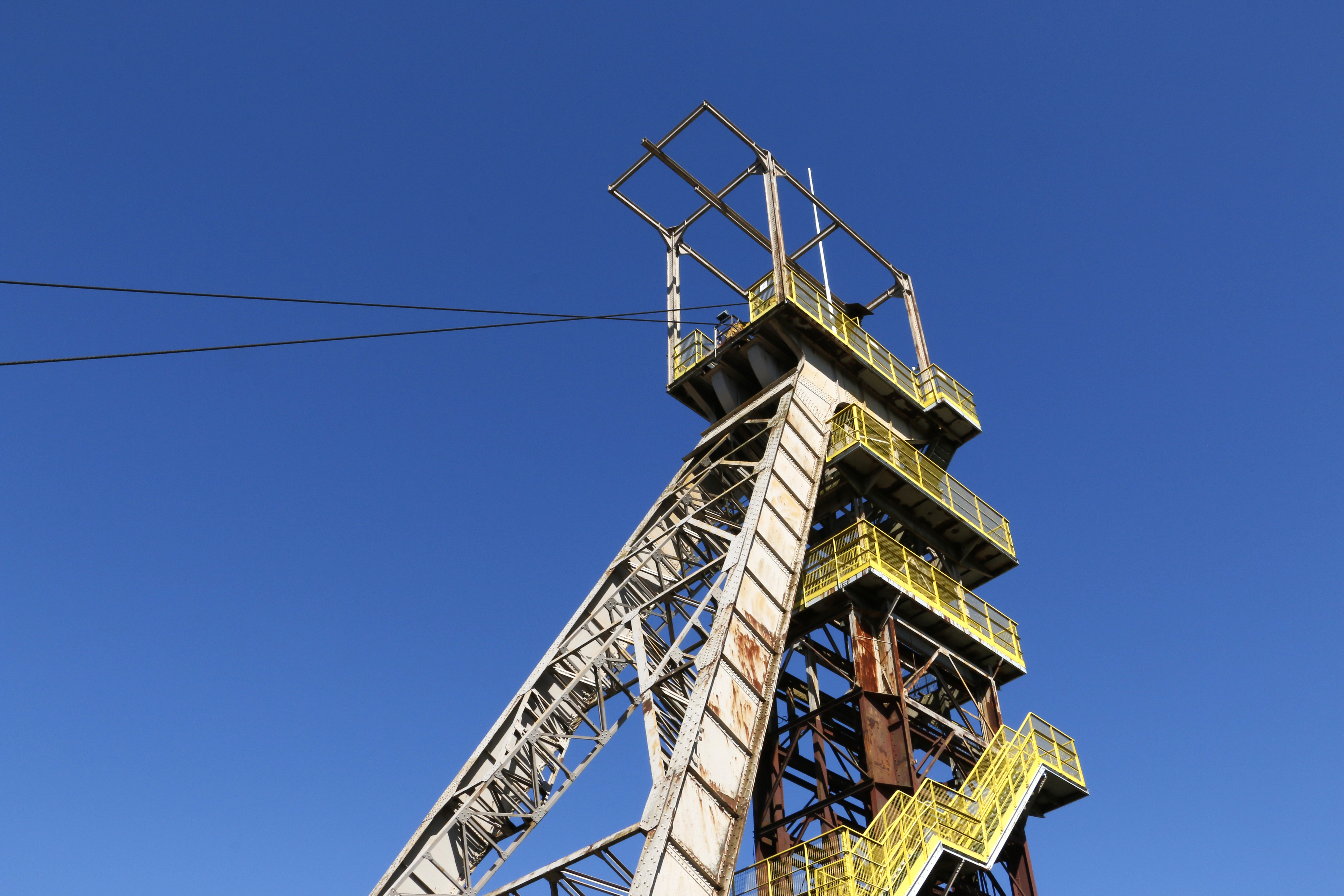
Chevalement de la mine d'Aumetz.
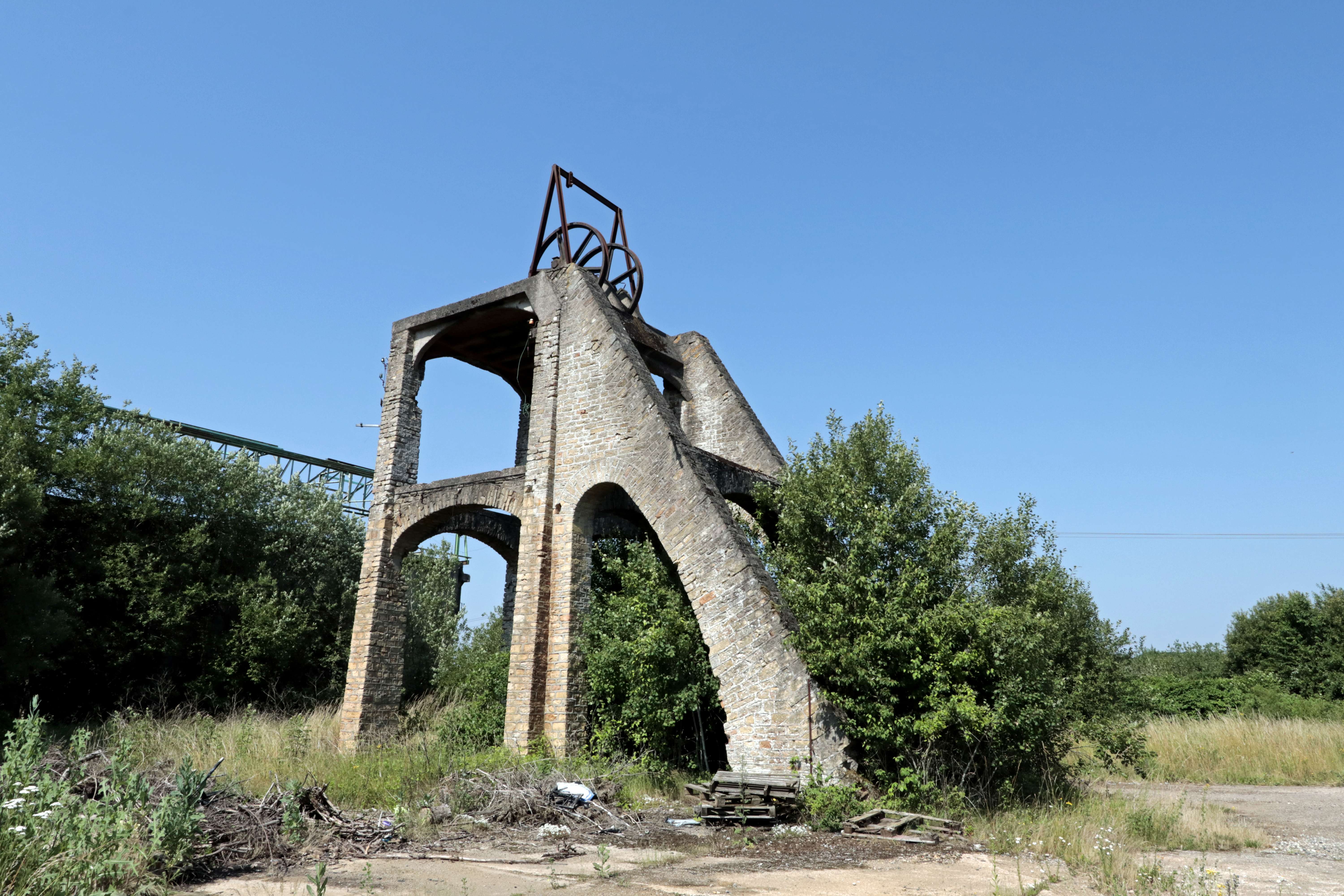
Chevalement du puits Errouville à Crusnes.